# Waldfriedhof Dahlem

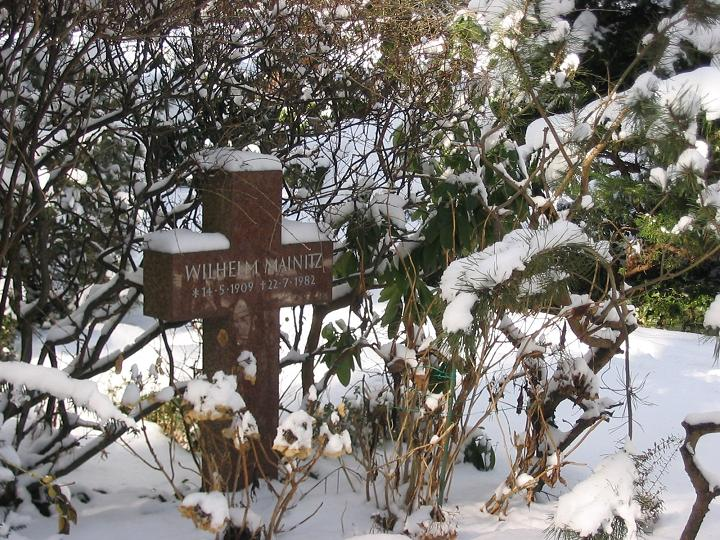
Impression

Der Waldfriedhof Dahlem im Berliner Bezirk Steglitz-Zehlendorf liegt am Rand des Forstes Grunewald am Hüttenweg 47. Angelegt in den Jahren 1931–1933 nach Plänen von Albert Brodersen, zählt er zu den jüngeren Berliner Friedhöfen. Mit Gräbern von Schriftstellern wie Gottfried Benn, Komponisten wie Wolfgang Werner Eisbrenner, des Malers Karl Schmidt-Rottluff, des Schauspielers O. E. Hasse, des Schauspielers und Entertainers Harald Juhnke oder des Bundespräsidenten Richard von Weizsäcker gilt der Parkfriedhof als einer der sogenannten „Prominentenfriedhöfe“. Aufgrund seines dichten Nadelbaumbestandes zählt er auch zu den landschaftlich schönsten Friedhöfen der deutschen Hauptstadt.

## Gestaltung als schlichter Parkfriedhof

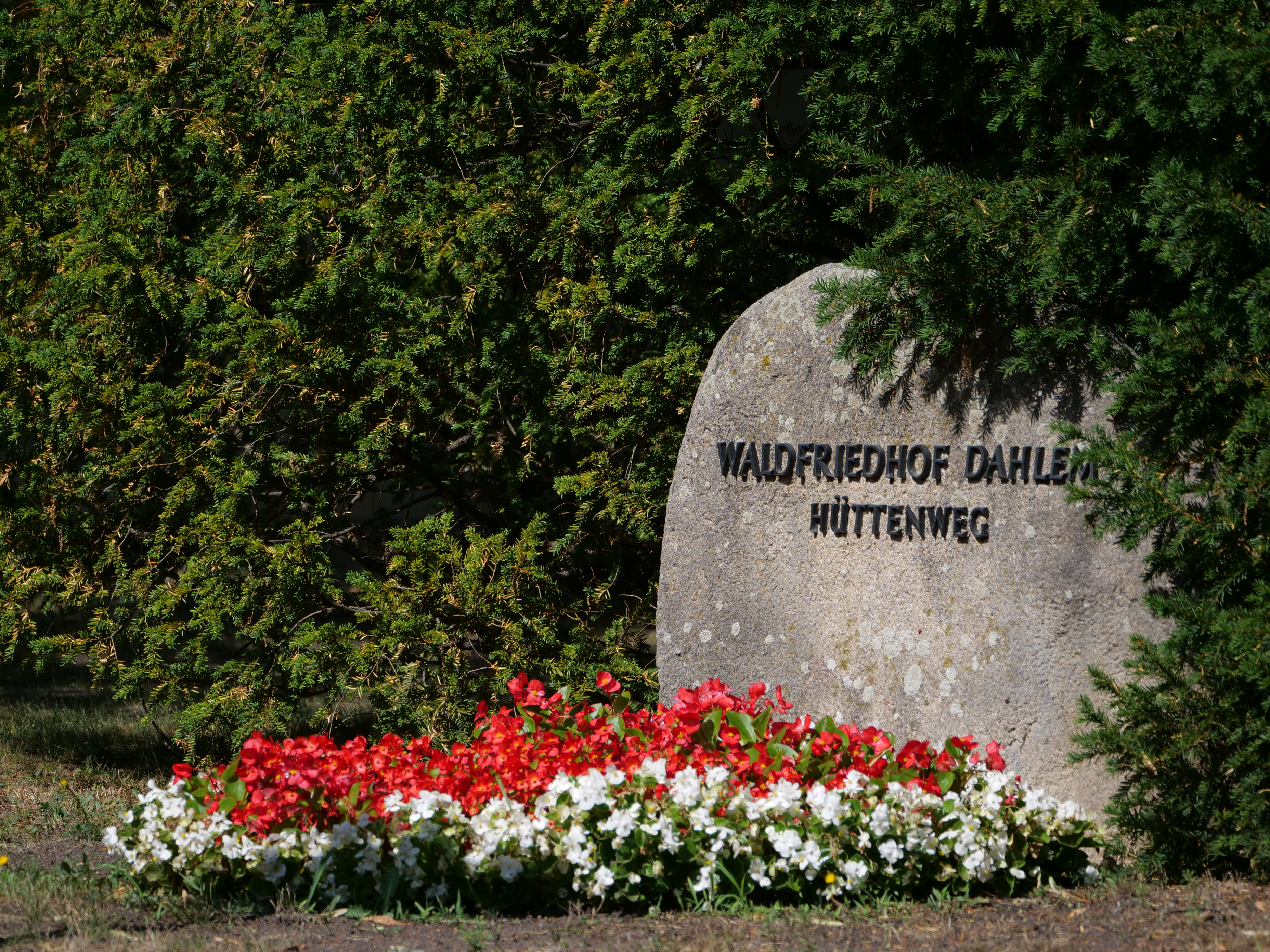
Waldfriedhof Dahlem, Eingang

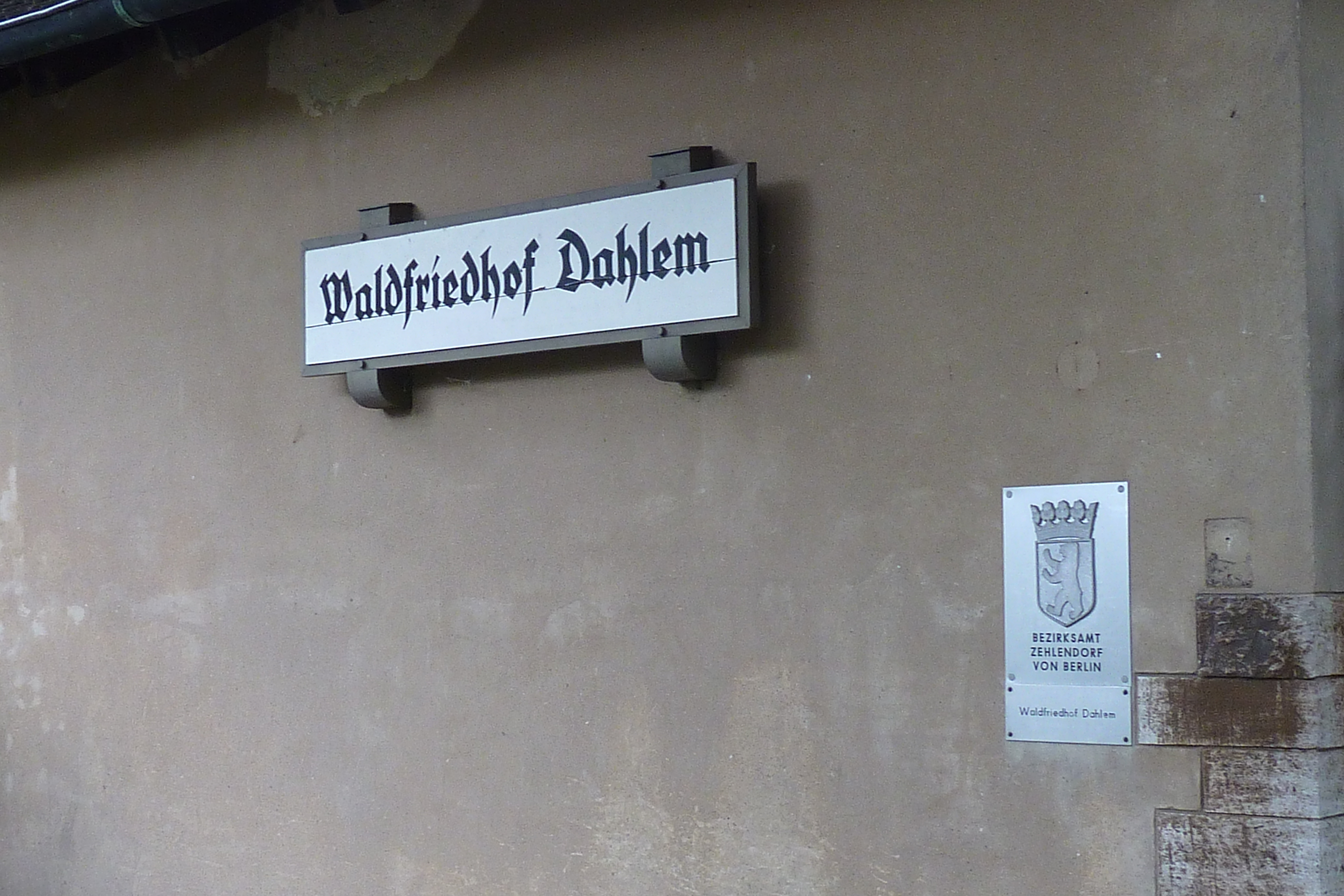
Waldfriedhof Dahlem, Eingang

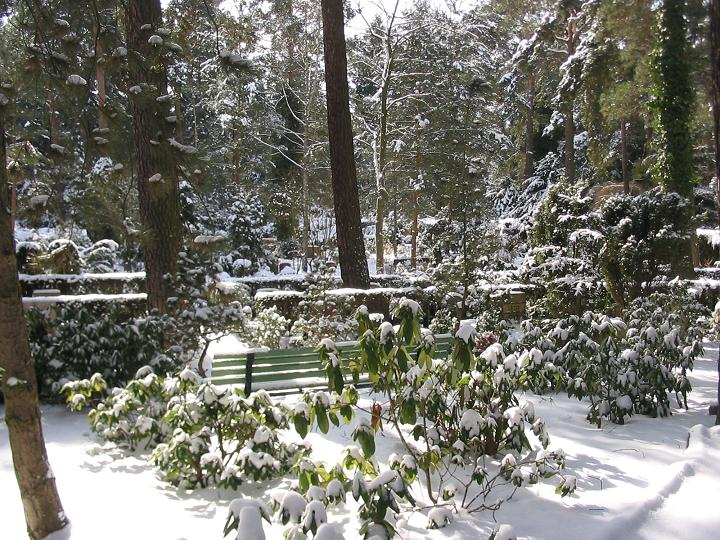
Impression

Bei der Gestaltung des 75.407 m² großen landeseigenen Friedhofs stand die Einbindung in den städtischen Waldbereich in Form eines Parkfriedhofs im Vordergrund. Zwei großzügige zentrale, von Waldkiefern und Serbischen Fichten gesäumte Alleen kreuzen sich und teilen das Gelände in vier Hauptfelder. Die Gräber liegen geometrisch angeordnet in langen Heckenreihen und sind untereinander zumeist nochmals mit Hecken getrennt, sodass sie sich auf dem baumbestandenen Gelände im Grün verlieren. Das zurückhaltende Erscheinungsbild der Grabstätten ist ferner der Konzeption geschuldet, die mit ihrer Priorität der gärtnerischen Gestaltung keine aufwendigen Grabmäler zulässt. Monumentale Bauten und größere künstlerische Skulpturen wie auf vielen historischen Berliner Friedhöfen finden sich hier nicht.
Ein weiterer Grund für die auf einem „Prominentenfriedhof“ erstaunlich prunklose und, von einzelnen Ornamenten abgesehen, auch weitgehend verzierungsfreie Grabmalgestaltung lag in dem Ziel der Grabmalreformbewegung, die dem bürgerlichen Repräsentationsbedürfnis einen sachlicheren Umgang mit dem Tod entgegensetzte und eine einheitliche Grabmalgestaltung zum Ziel hatte. Diese Konzeption entsprach zudem der Linie der Nationalsozialisten, die Anträge zur Aufstellung von Grabfiguren konsequent ablehnten.
Den Entwurf für die Anlage schuf der „Königliche Gartenbaudirektor“ Albert Brodersen im Jahr 1929, der bereits bei Werken wie dem ehemaligen Botanischen Garten an der Potsdamer Straße (der heutige Heinrich-von-Kleist-Park), bei der Erweiterung des Viktoriaparks am Kreuzberg oder bei Entwürfen für den Volkspark Rehberge die landschaftliche Schönheit der Stadt mit der Hervorhebung ihres vielen Grüns betont hatte. Da Brodersen 1930 verstarb, erlebte er weder die Arbeiten am Waldfriedhof noch seine Eröffnung 1933 mit.
Auf dem Friedhof sind 288 Opfer von Krieg und Gewaltherrschaft in drei Anlagen beerdigt. Die meisten von ihnen aus den Monaten April und Mai 1945.

## Kapelle und Nebengebäude

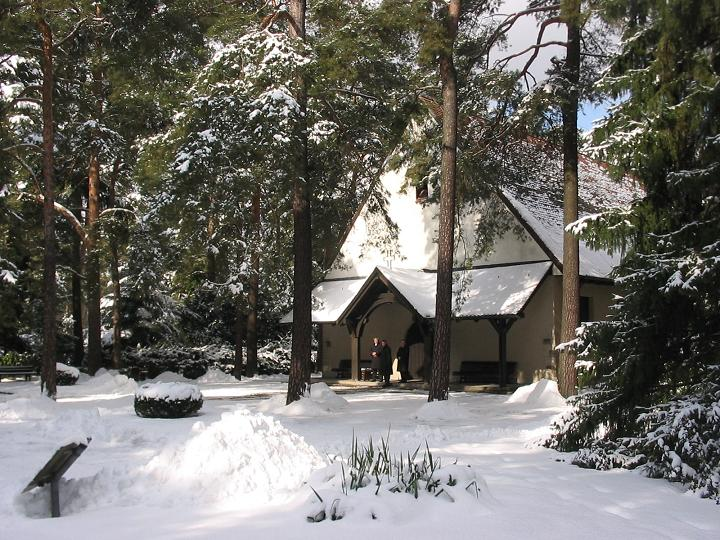
Kapelle des Friedhofs

Im hinteren Friedhofsteil liegt hinter einem langovalen Vorplatz die Kapelle des Friedhofs, die in den Jahren 1931/1932 von Heinrich Schweitzer errichtet wurde. Es handelt sich um einen Mauerwerksbau im Stil des Expressiven Realismus, dessen Fassaden gelb verputzt und an den Ecken mit Ortsteinen verkleidet sind. Das Gebäude hat einen T-förmigen Grundriss mit einer kleinen offenen Vorhalle, die von einem Pultdach gedeckt ist. Das eigentliche Kapellendach stellt ein Satteldach dar, das auf einer hölzernen Tragekonstruktion liegt und sich an der Rückseite über die niedrigeren Anbauten zieht. Die Seitenfassaden sind von hohen rechteckigen Fenstern aus Kathedralglas mit Bleifassung unterbrochen. Im Dachgiebel befindet sich außerdem ein Glockenträger. Der Innenraum der Kapelle besitzt eine zweifach gebrochene Holzdecke und eine Altarnische mit einem hohen Spitzbogen.
Auch die beiden niedrigen Torbauten sowie einige weitere Nebenbauten wurden 1932 von Schweitzer gebaut. Die Torbauten enthalten jeweils eine Rundbogenarkade, im nördlichen Bau ist zudem ein Blumenladen integriert. Dem südlichen Torbau schließt sich eine offene Halle sowie das Haus des Friedhofswärters an, in dem die Verwaltungs- und Wohnräume enthalten sind.

## Bekannte beigesetzte Personen

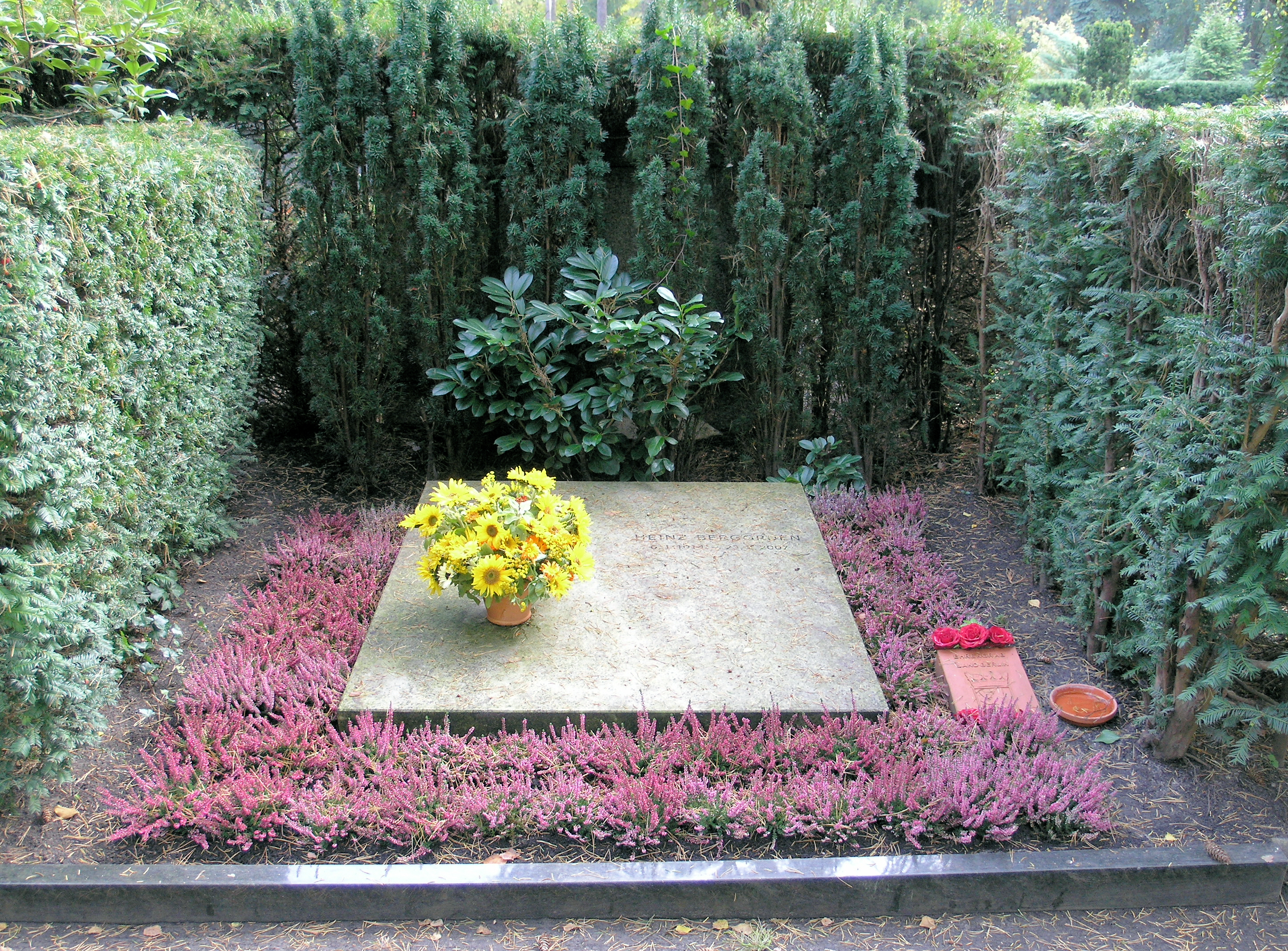
Grab von Heinz Berggruen

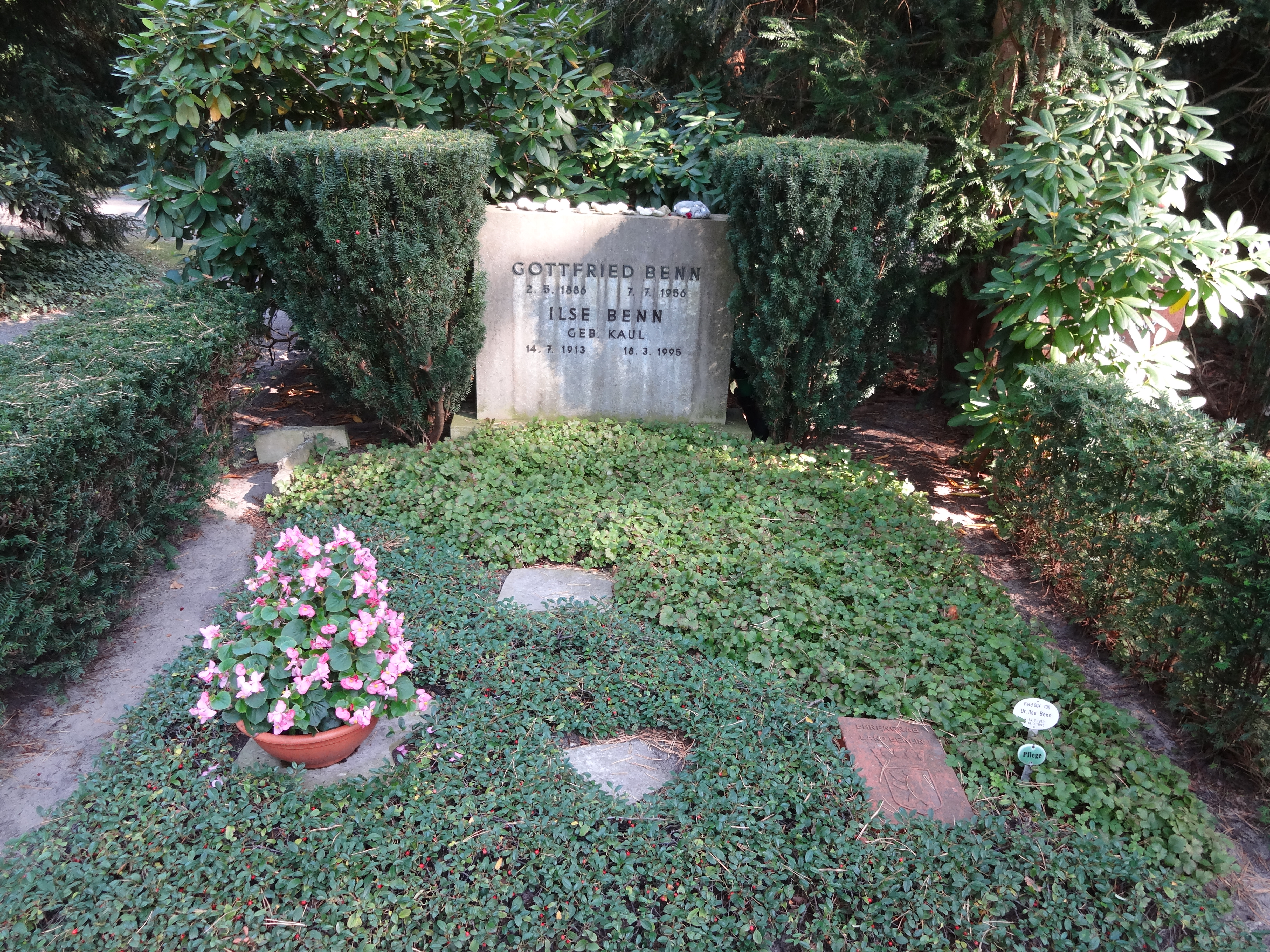
Grab von Gottfried Benn

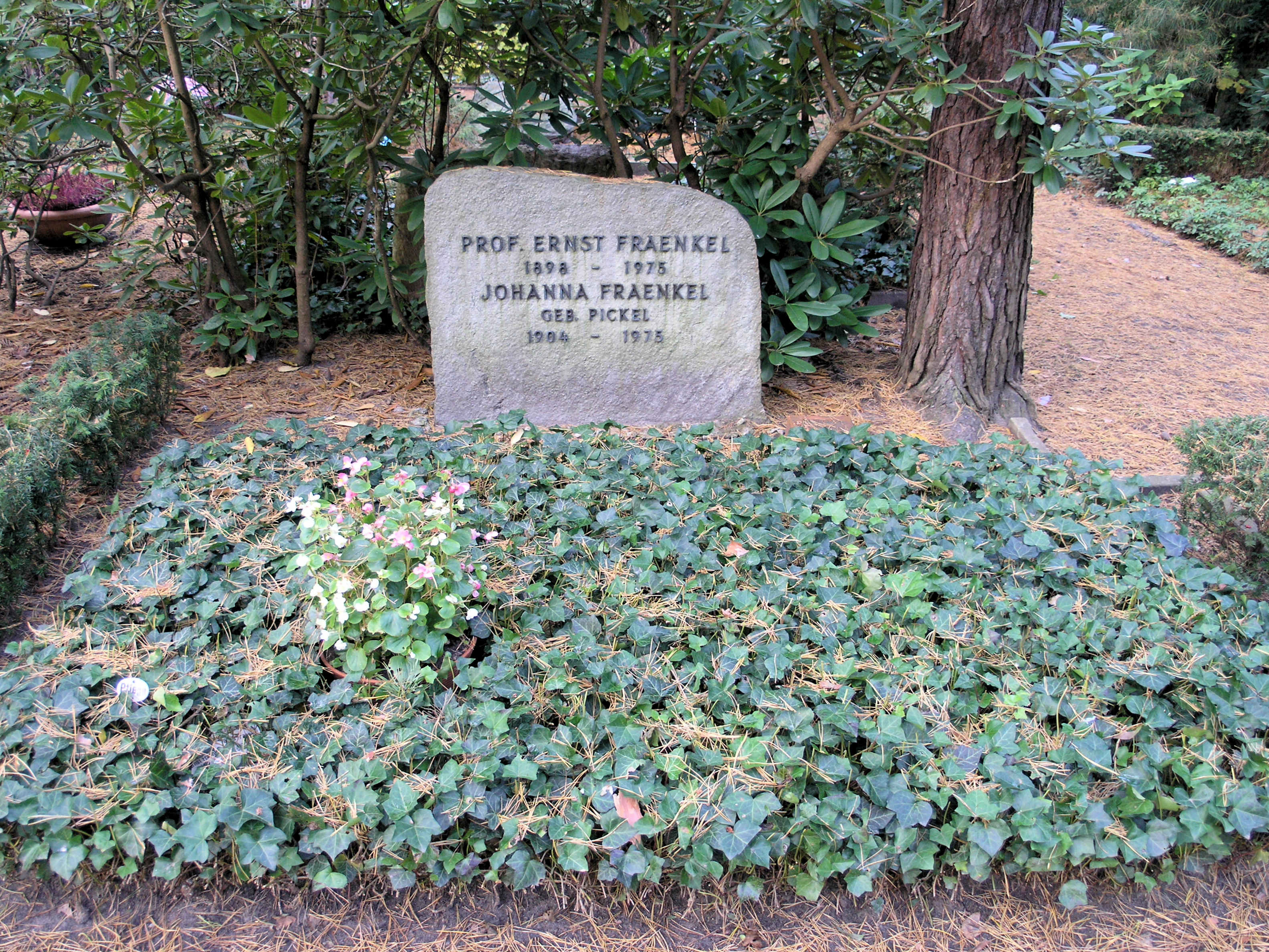
Grab von Ernst Fraenkel

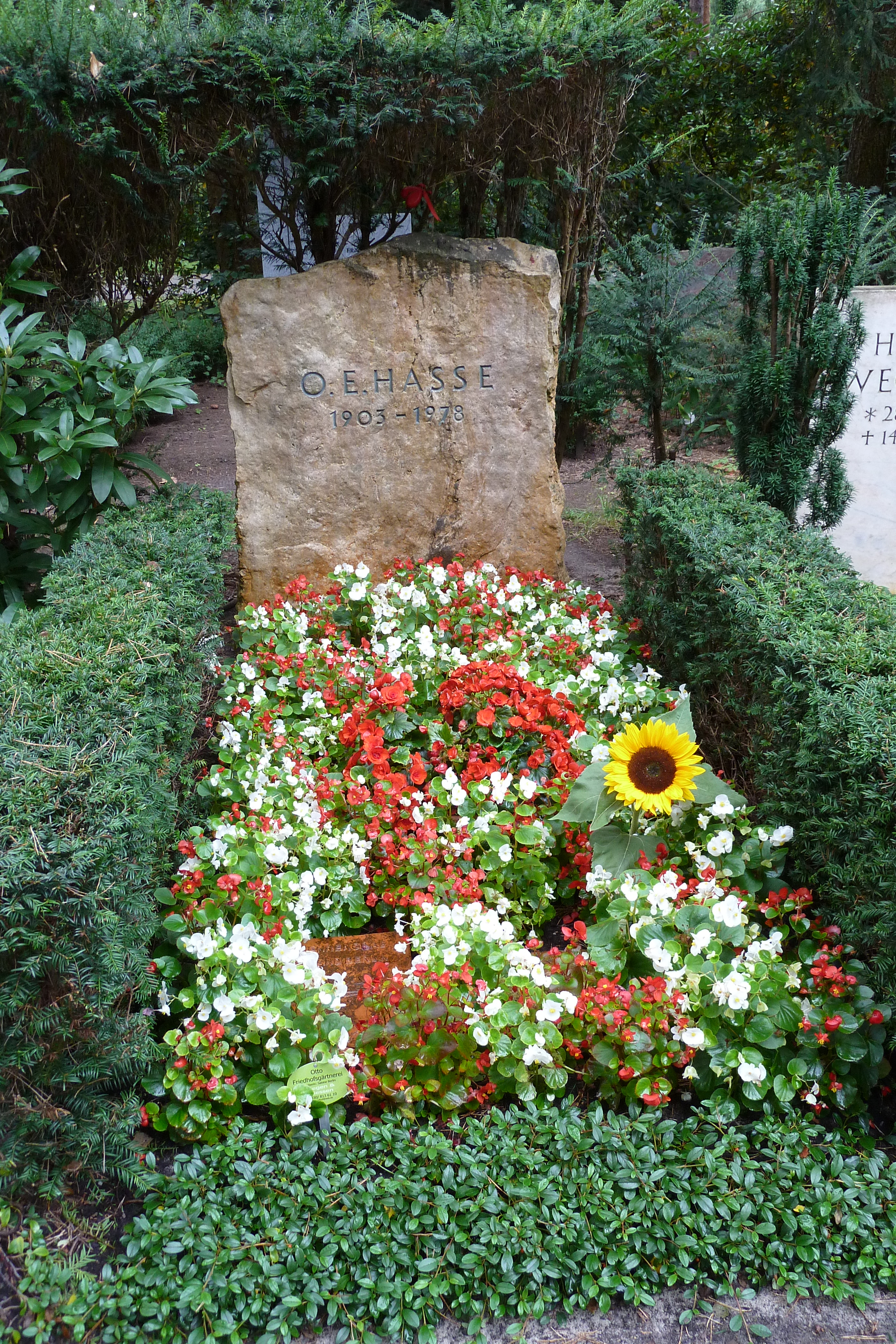
Grab von O. E. Hasse

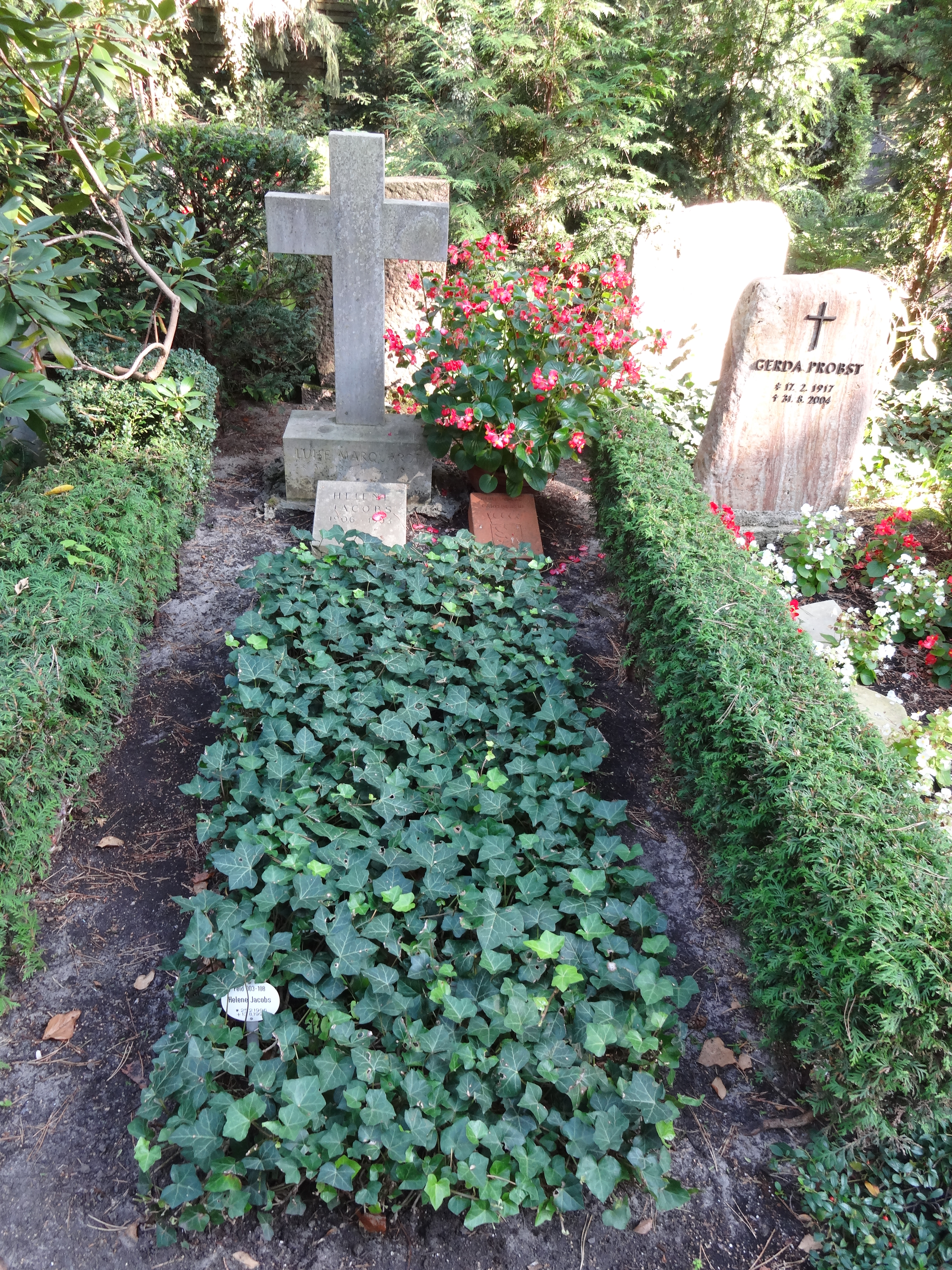
Grab von Helene Jacobs

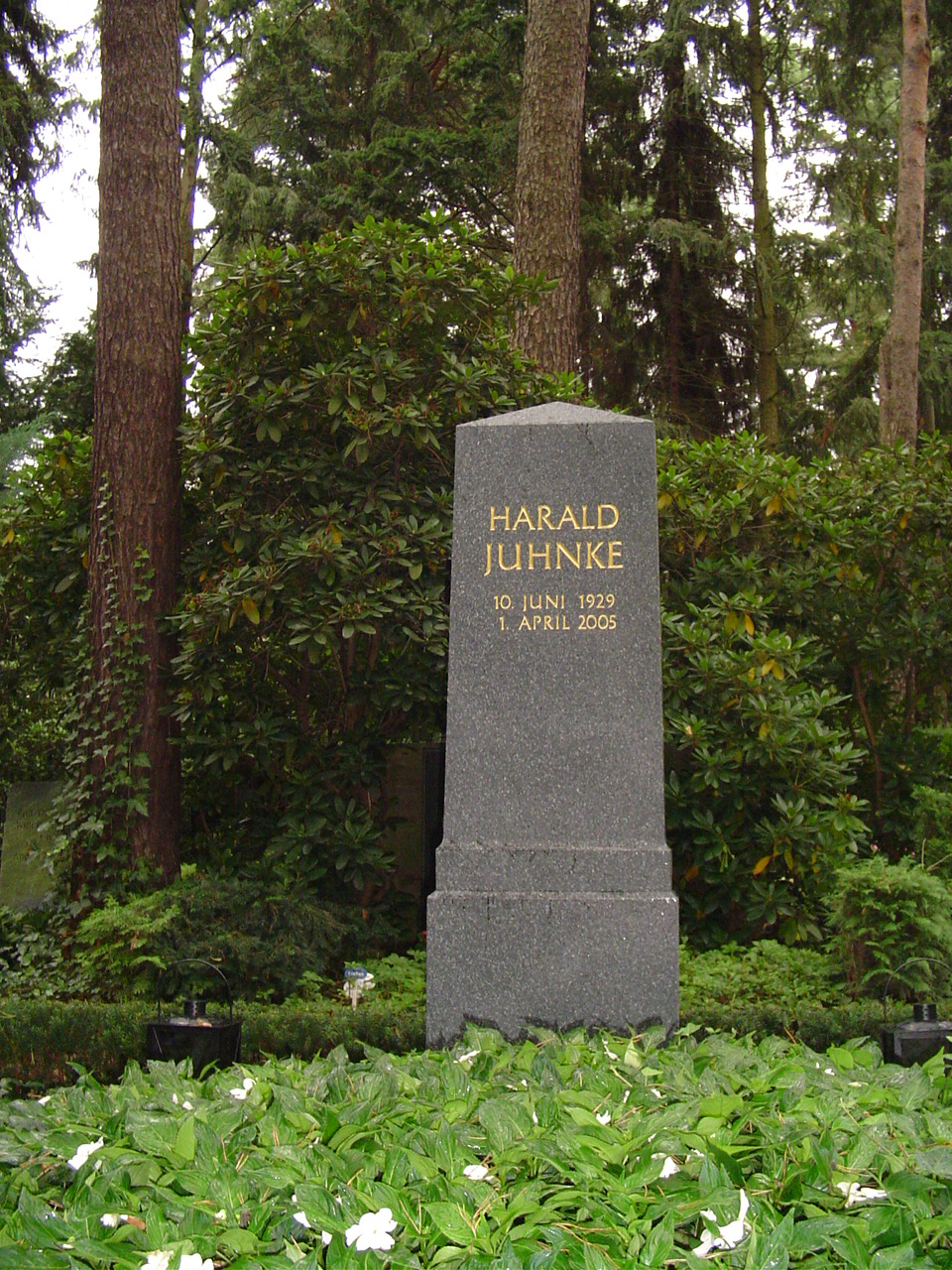
Grab von Harald Juhnke

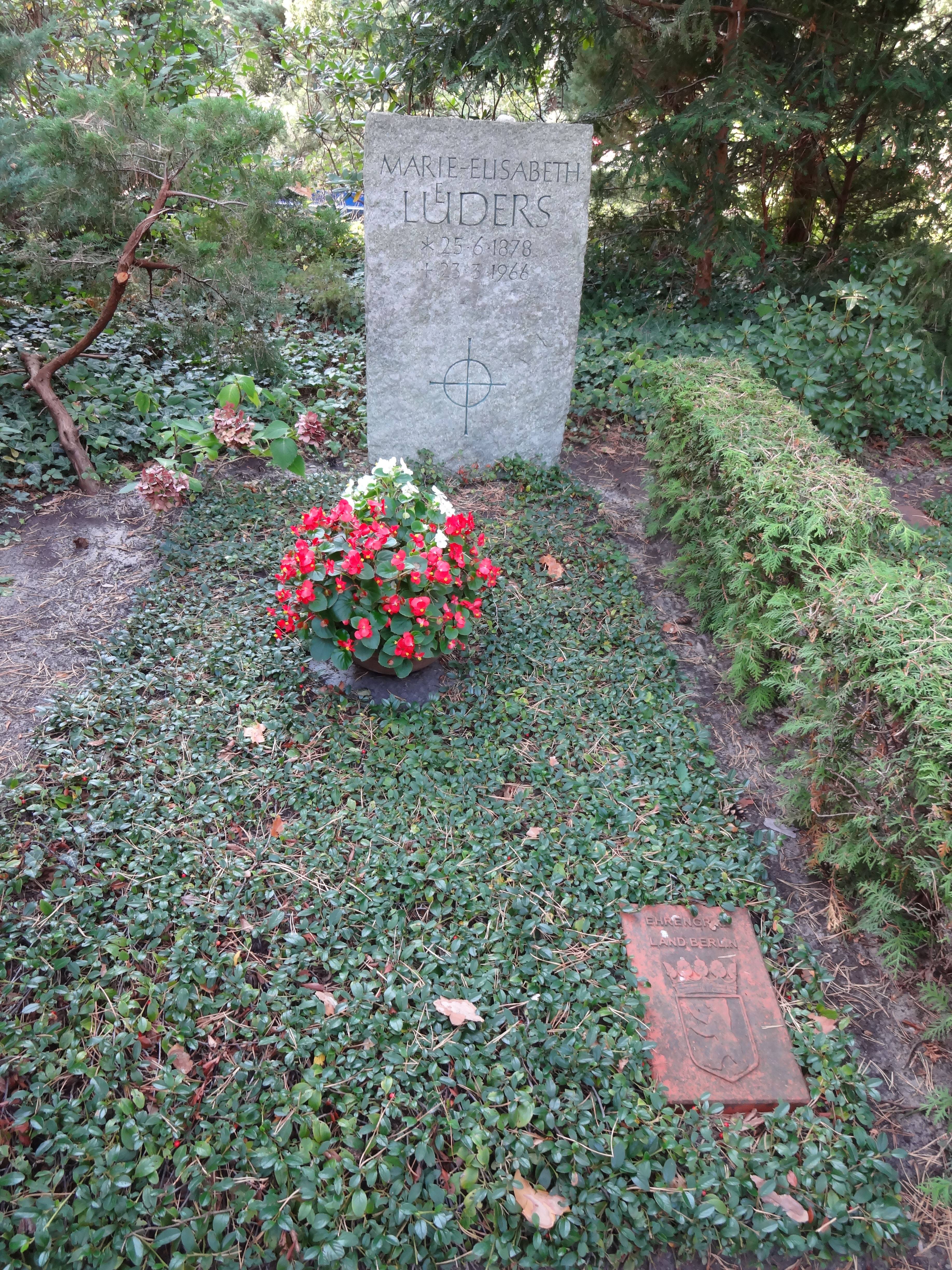
Grab von Marie-Elisabeth Lüders

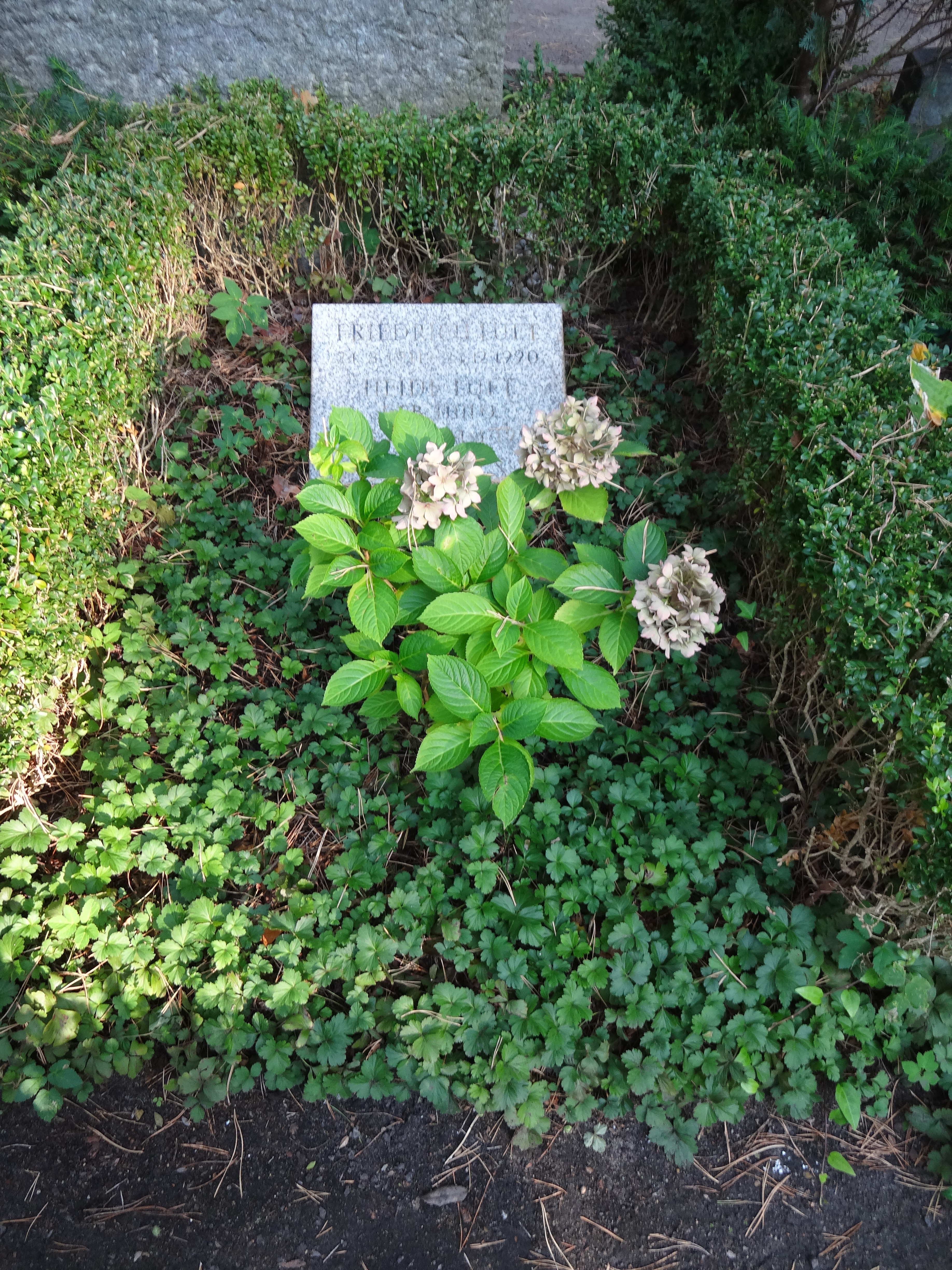
Grab von Friedrich Luft

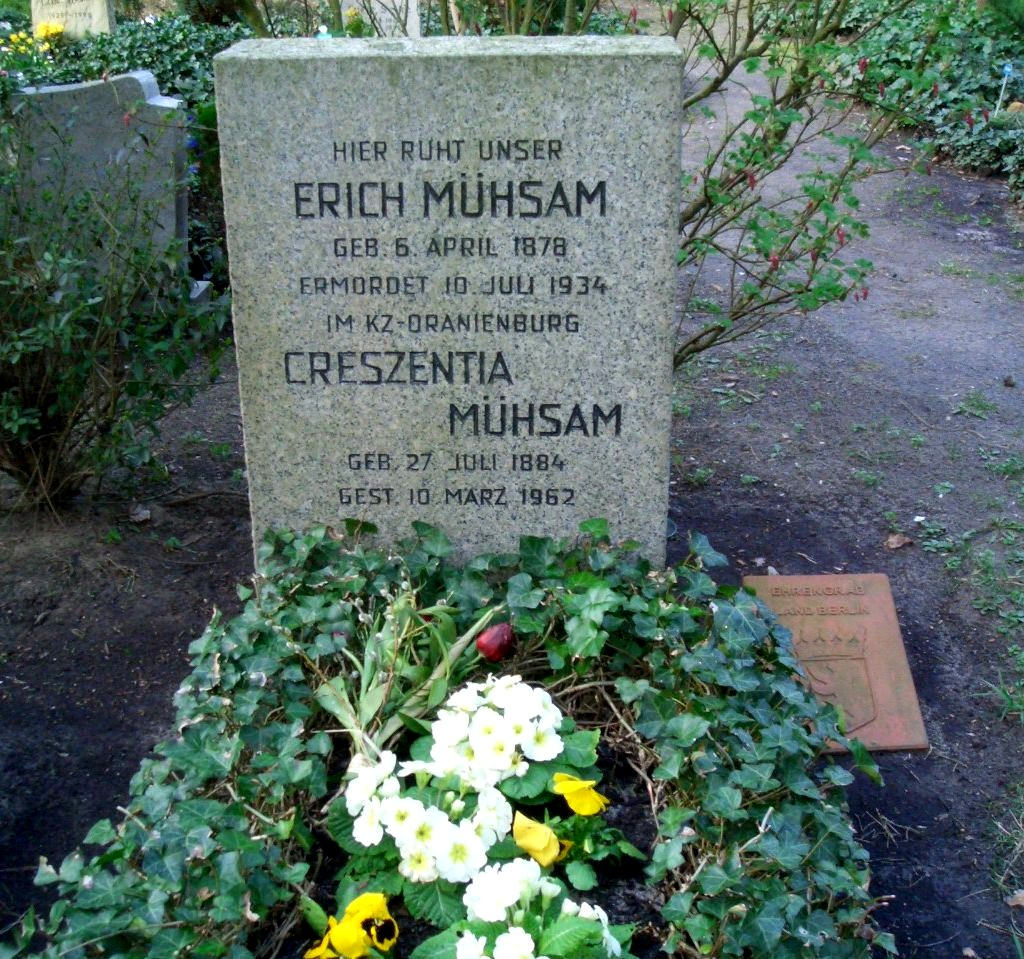
Grab von Erich und Zenzl Mühsam

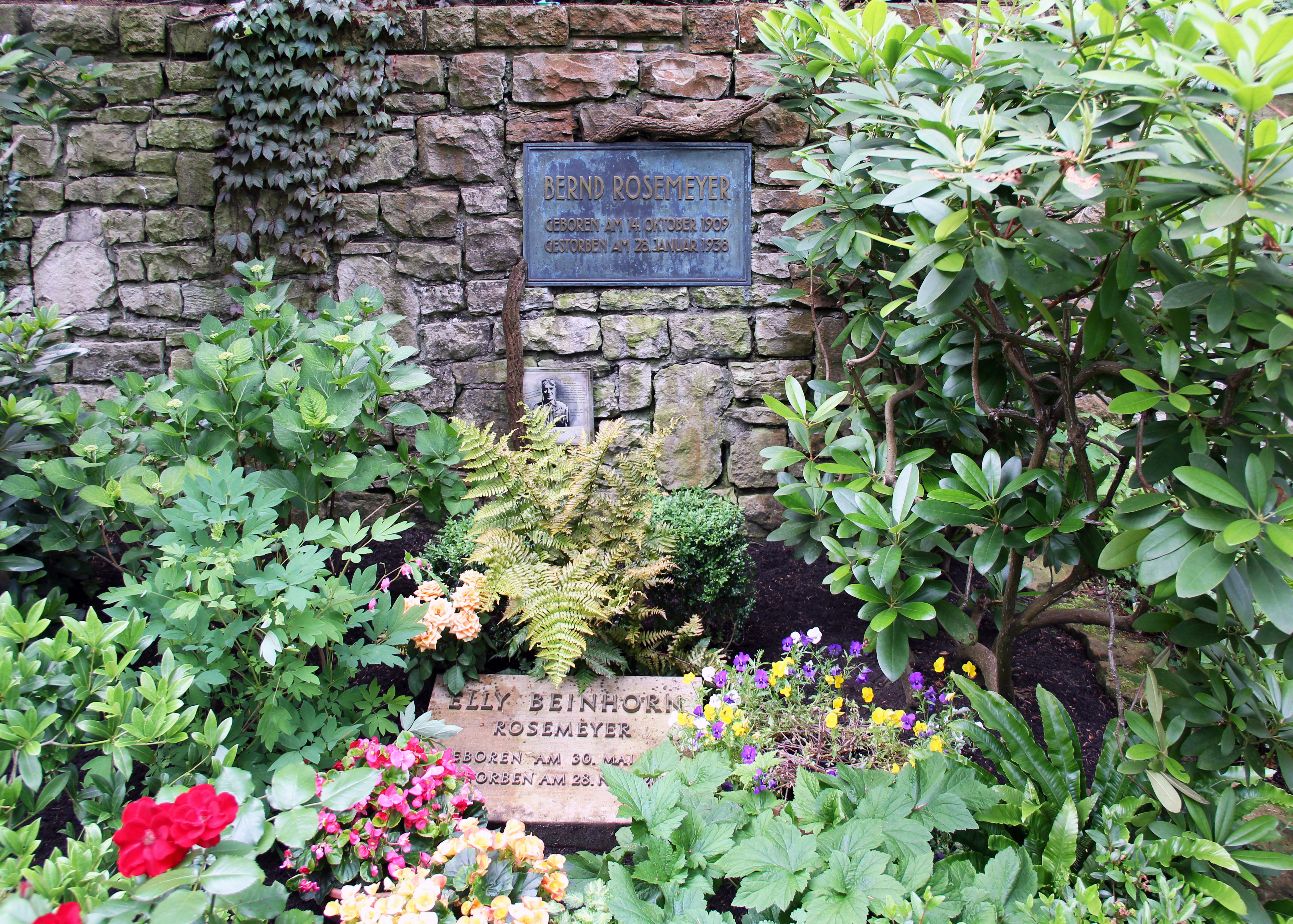
Grab von Bernd Rosemeyer und Elly Beinhorn

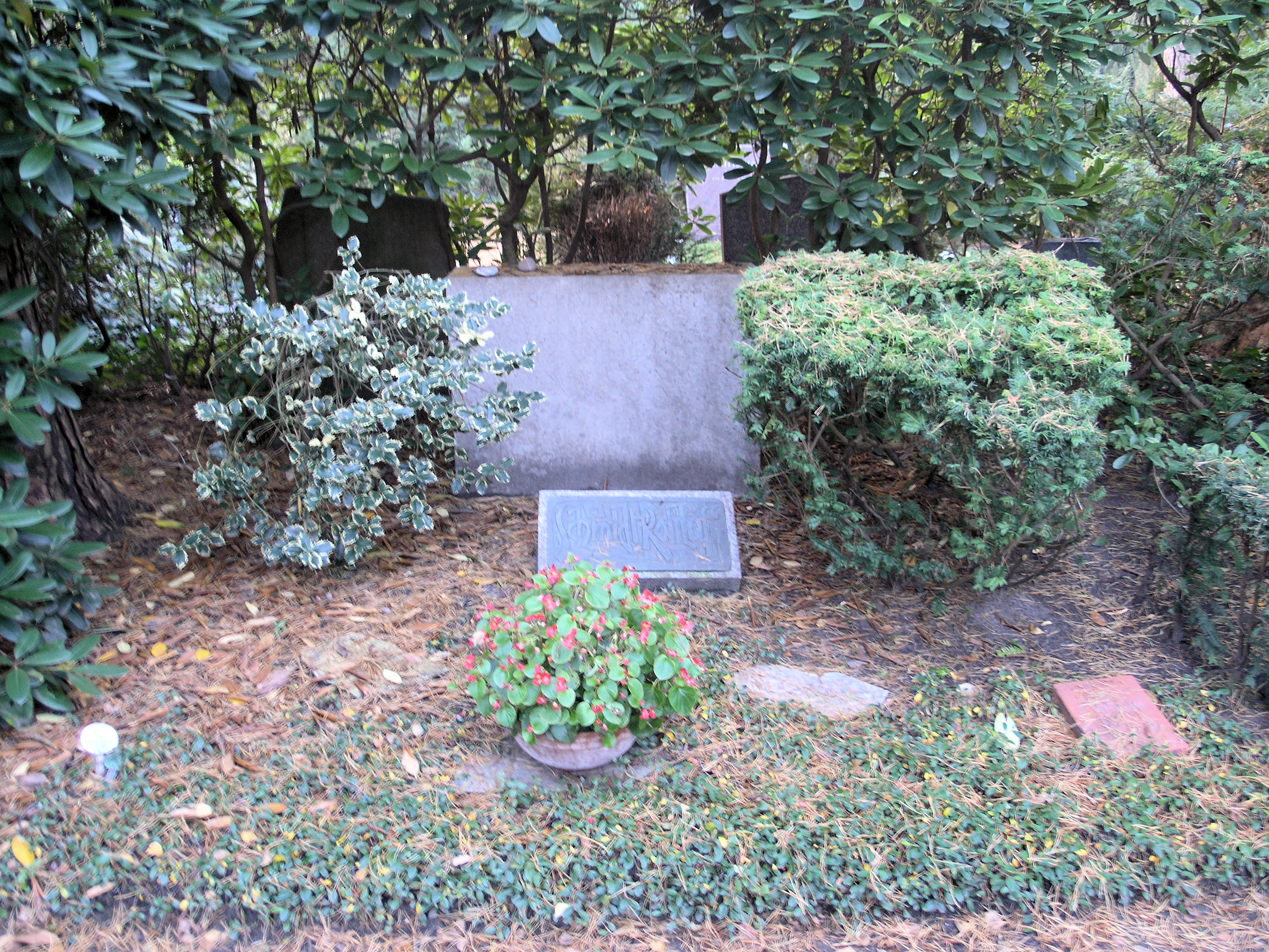
Grab von Karl Schmidt-Rottluff

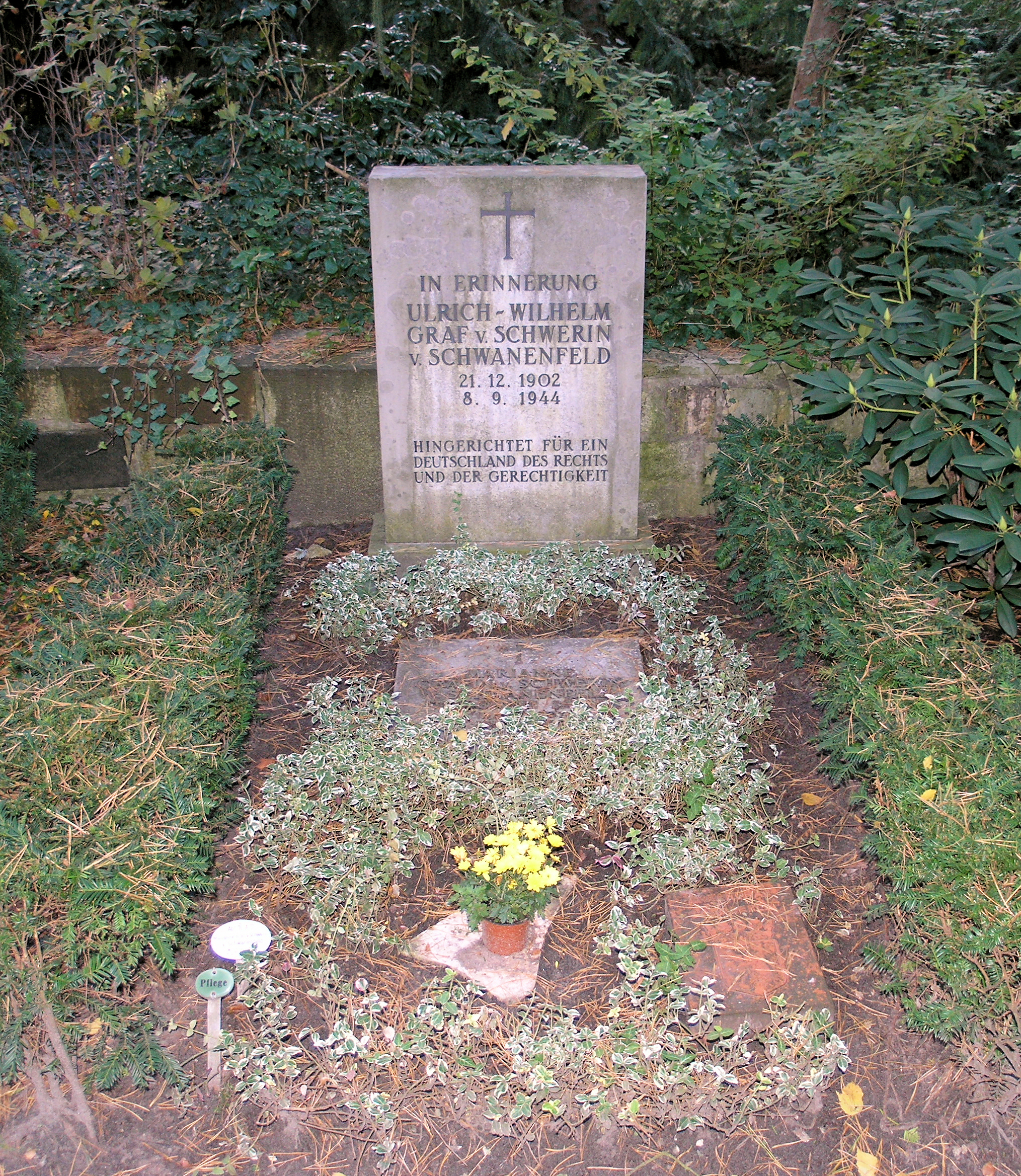
Gedenkstätte für Ulrich Wilhelm Graf Schwerin von Schwanenfeld

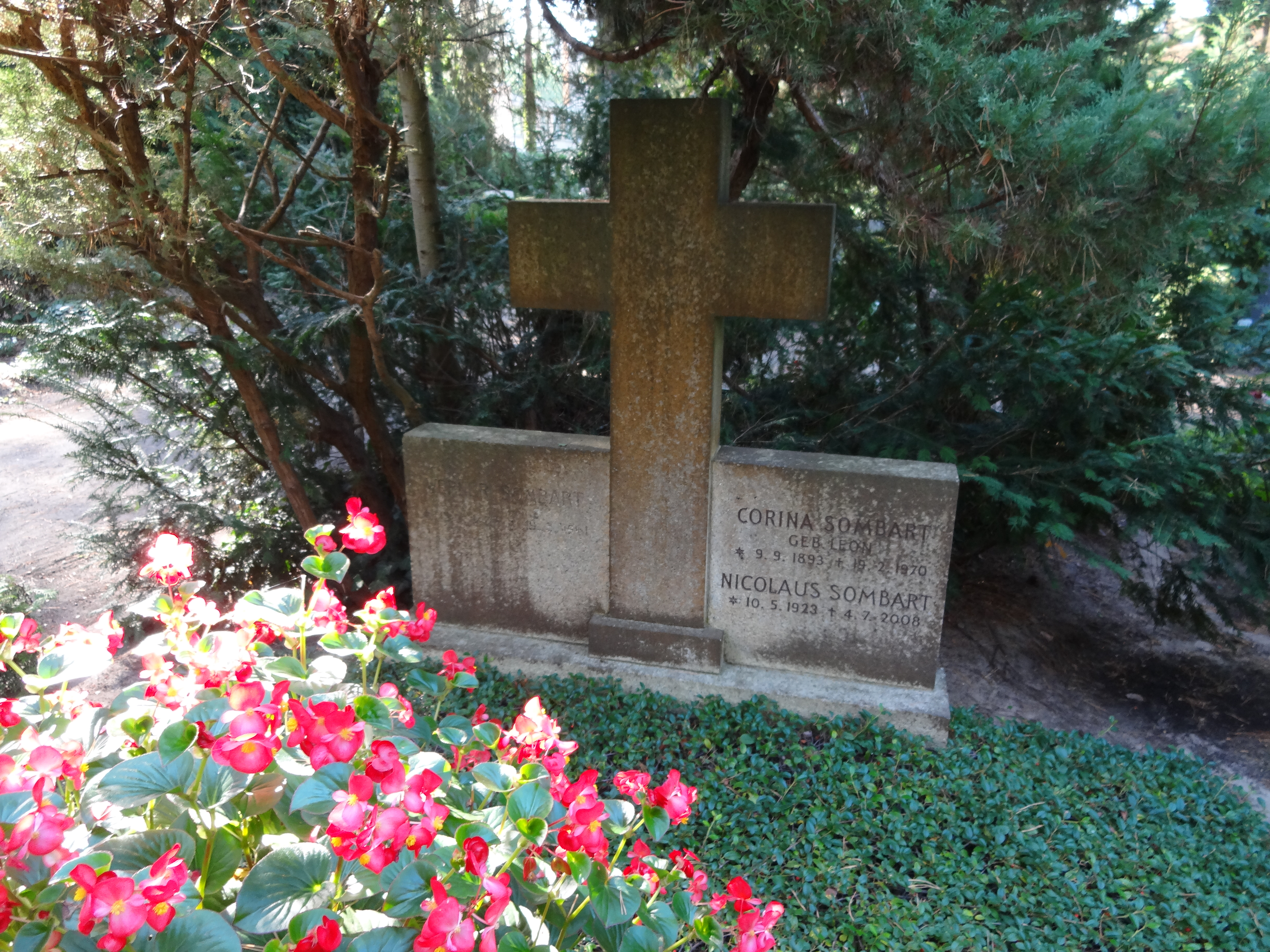
Grab von Werner Sombart und Nicolaus Sombart

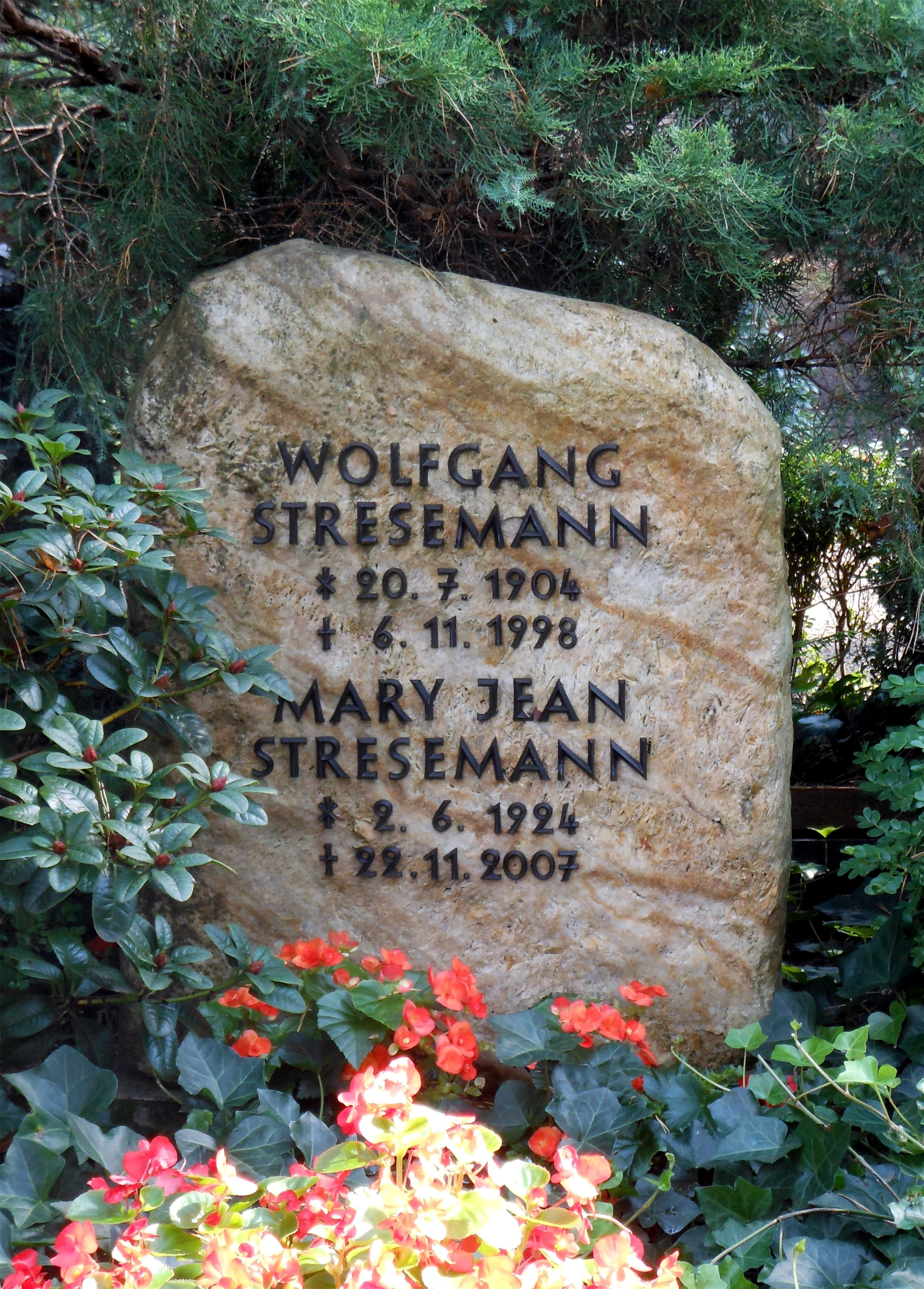
Grab von Wolfgang Stresemann

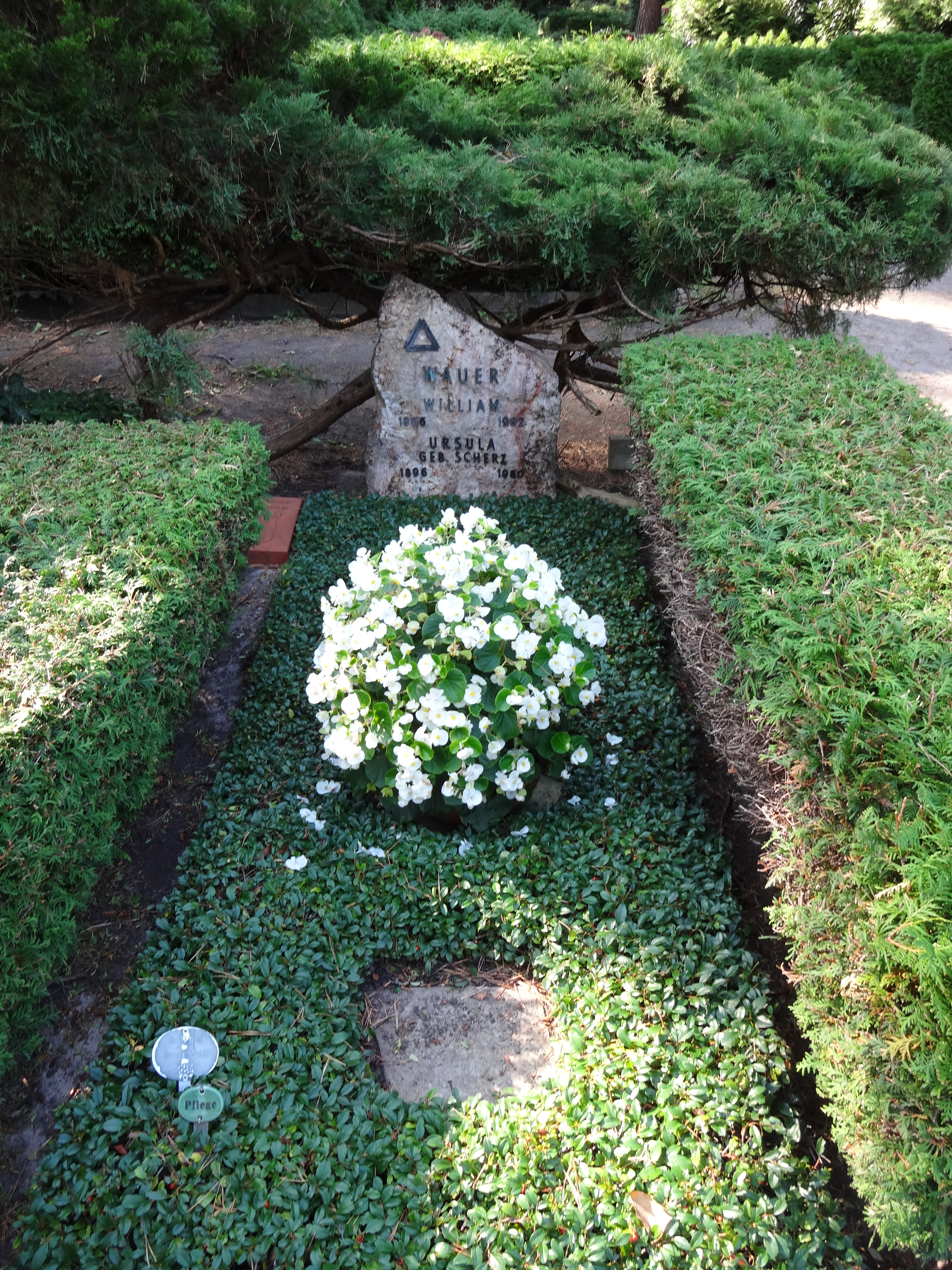
Grab von William Wauer

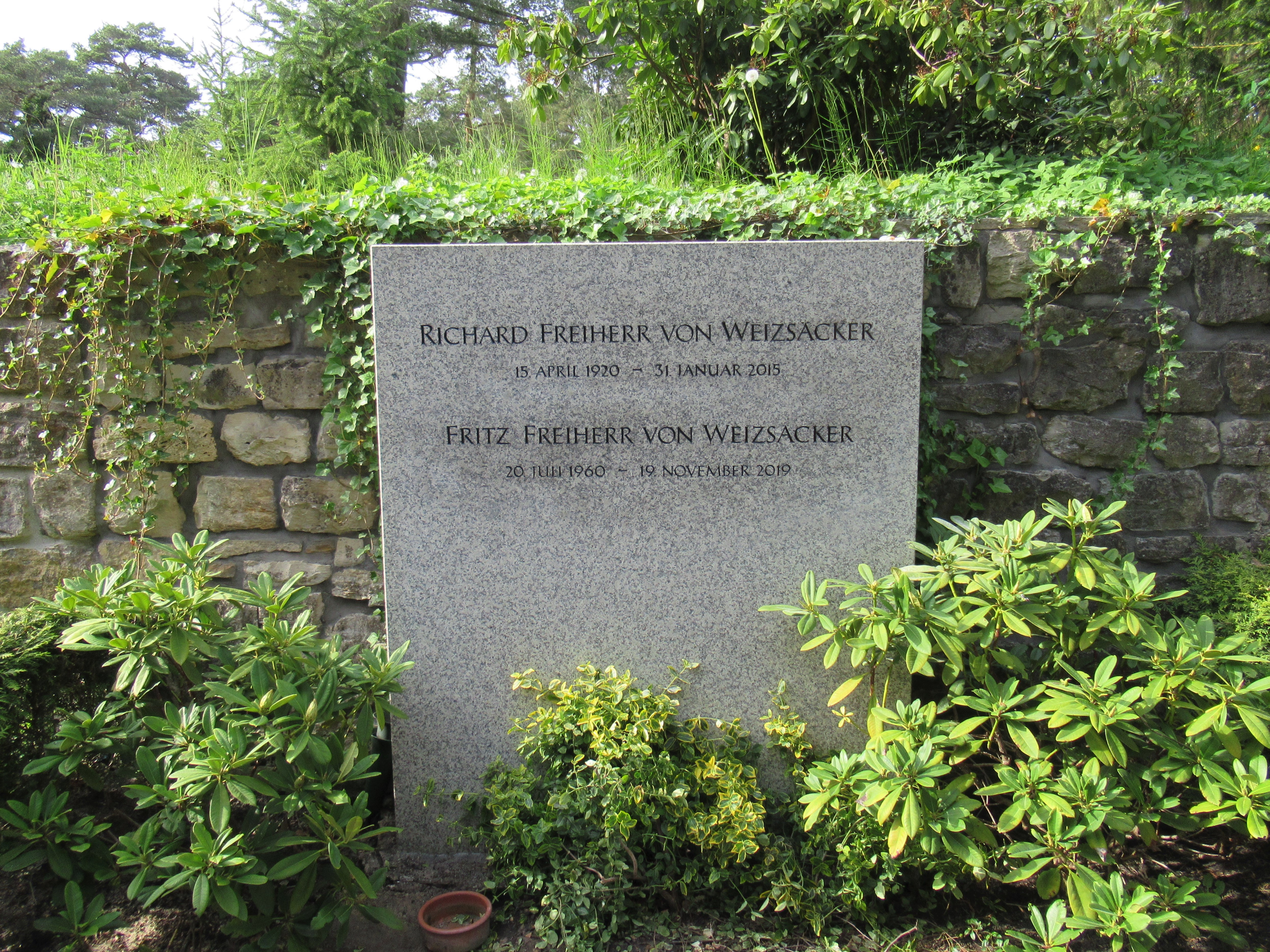
Grabstein für Richard und Fritz von Weizsäcker

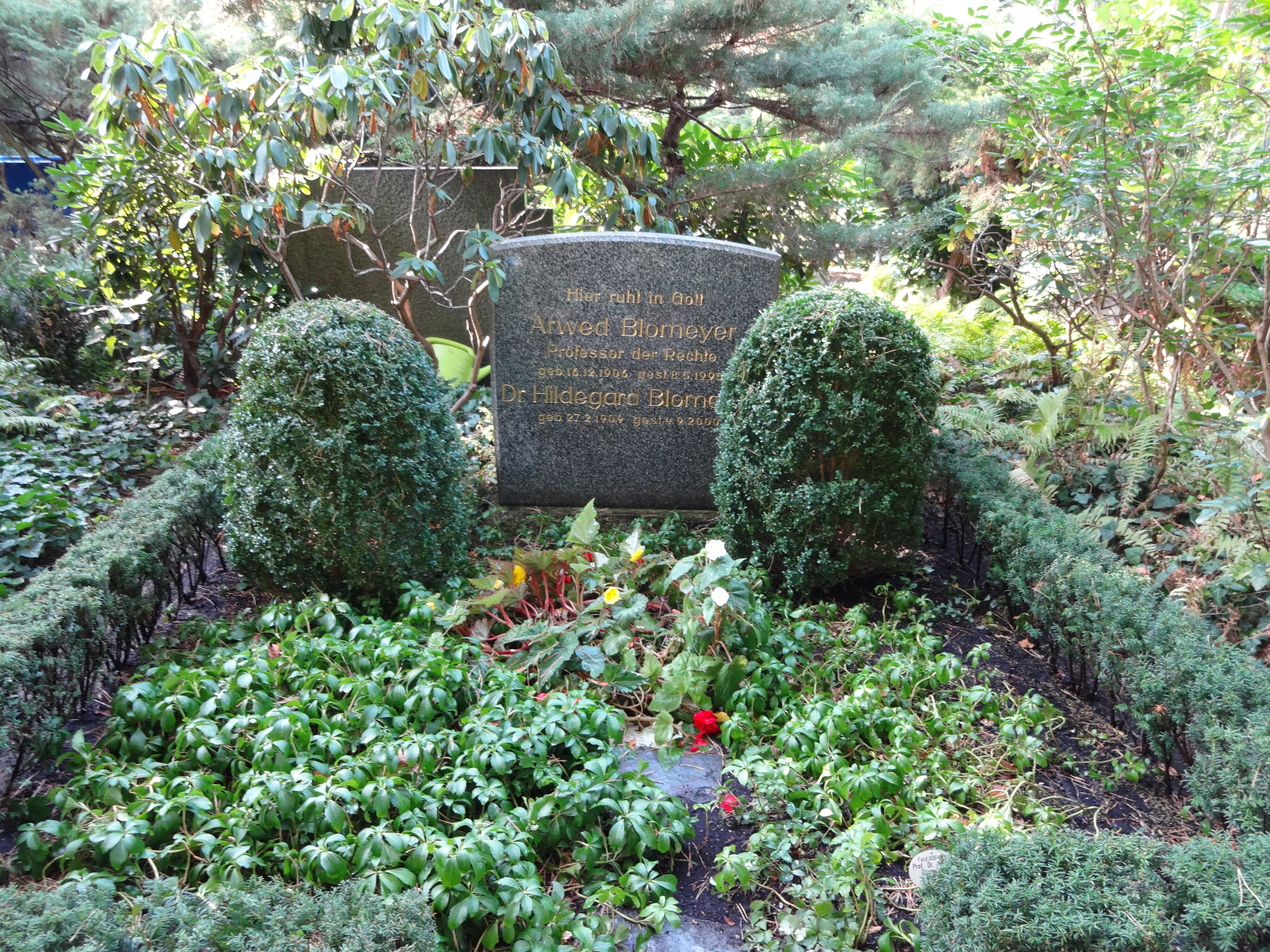
Grab von Arwed Blomeyer

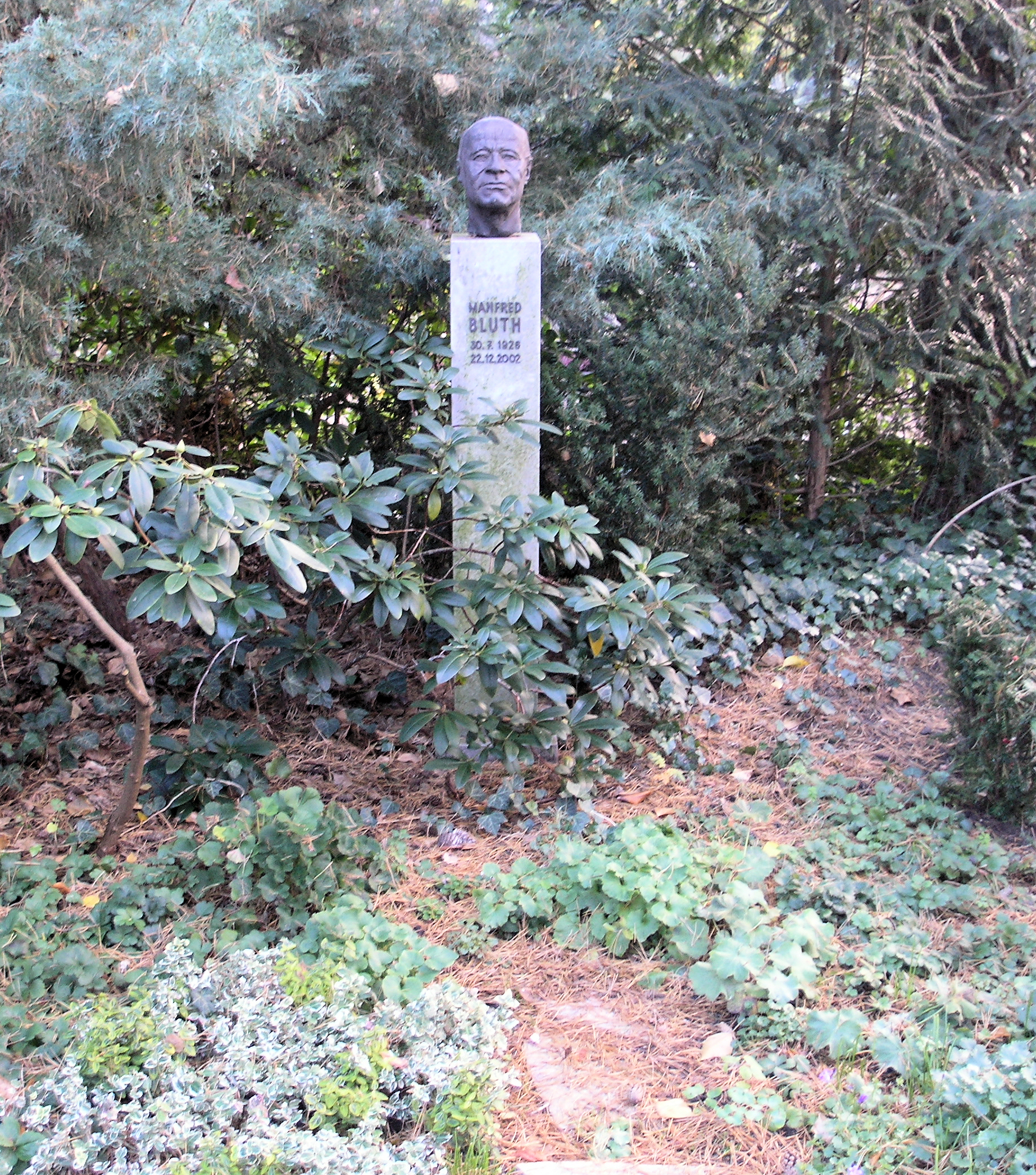
Grab von Manfred Bluth

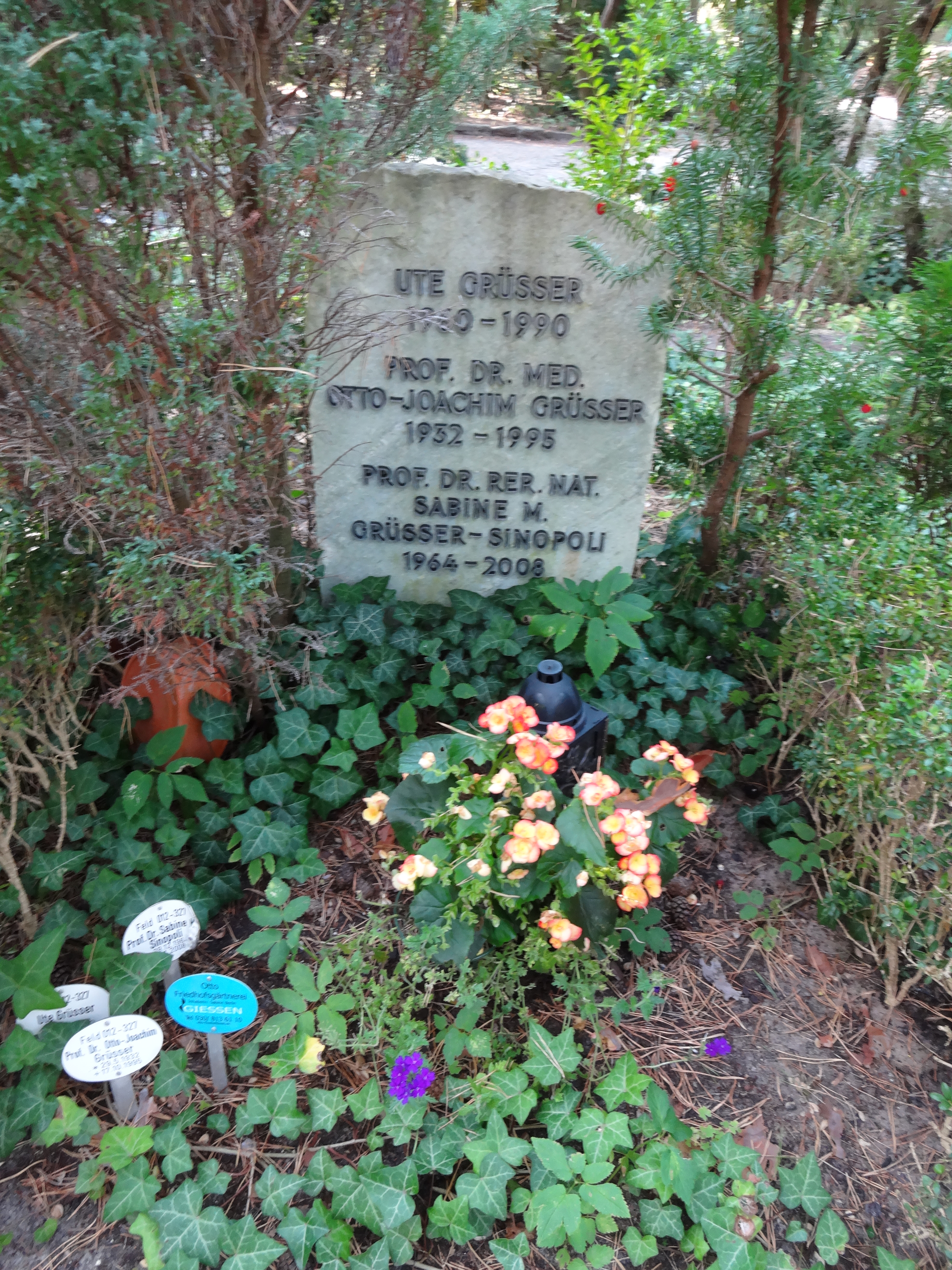
Grab von Otto-Joachim Grüsser und Sabine Grüsser-Sinopoli

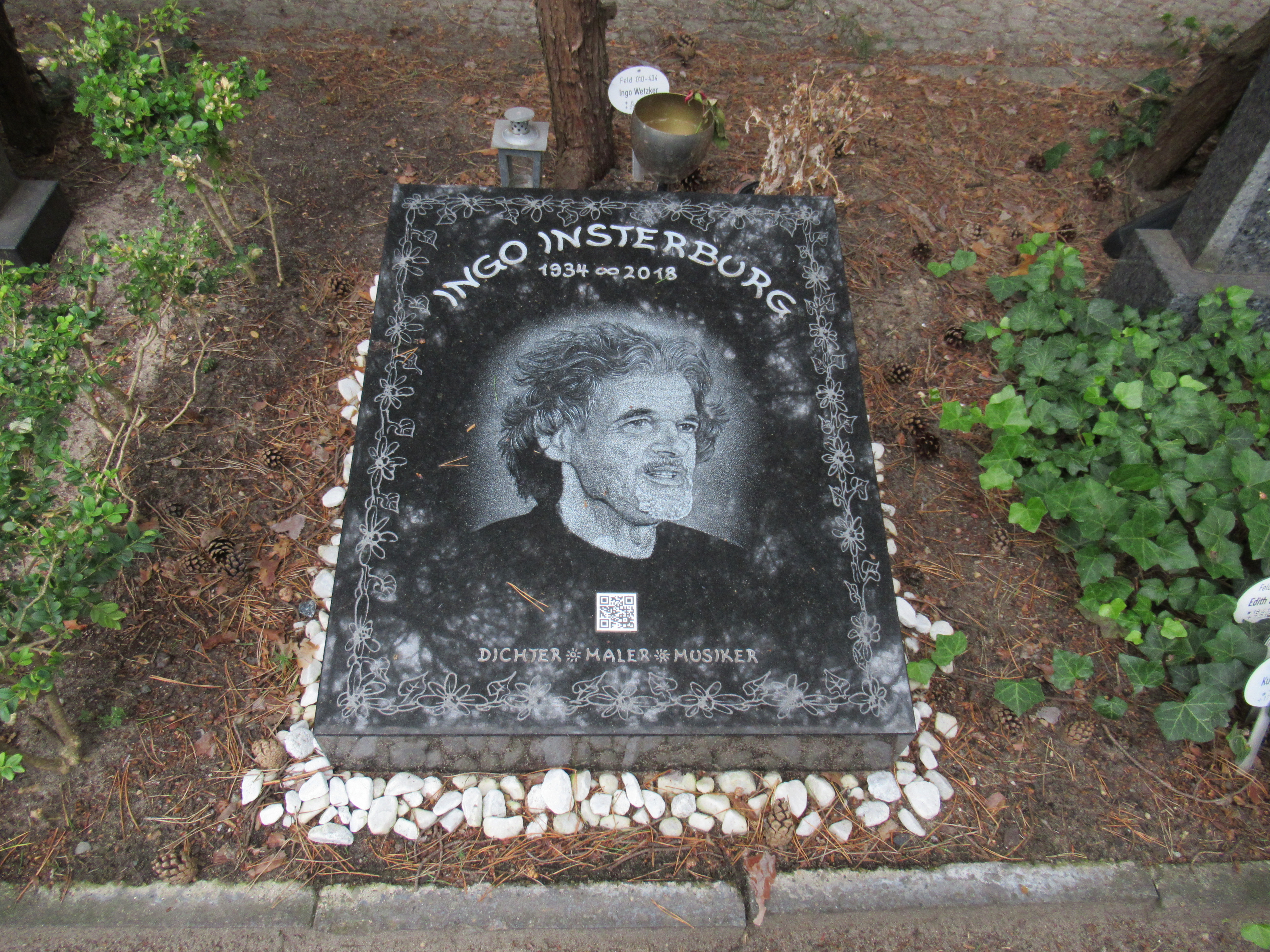
Grab von Ingo Insterburg

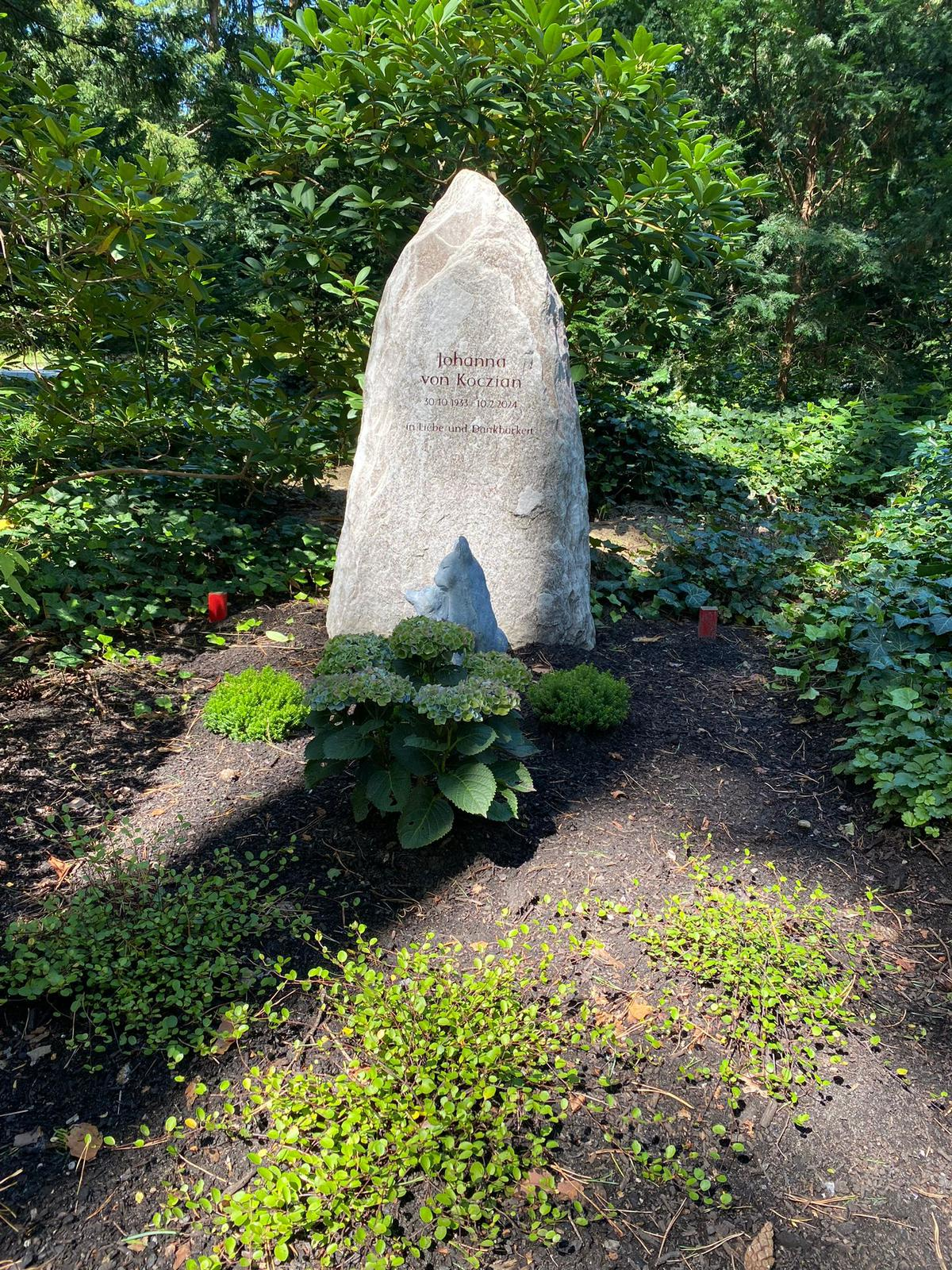
Grab von Johanna von Koczian

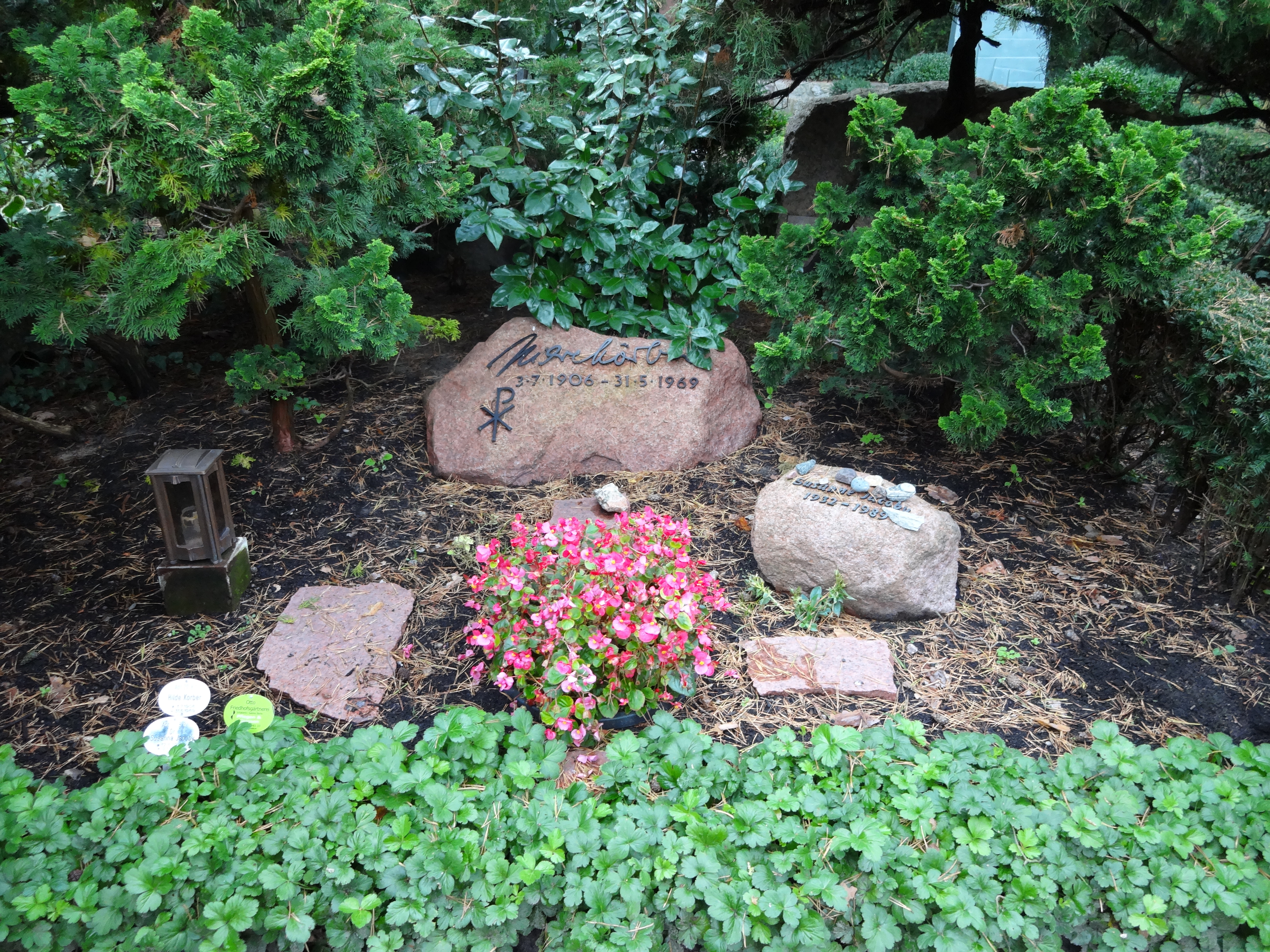
Grab von Hilde Körber und Susanne Körber

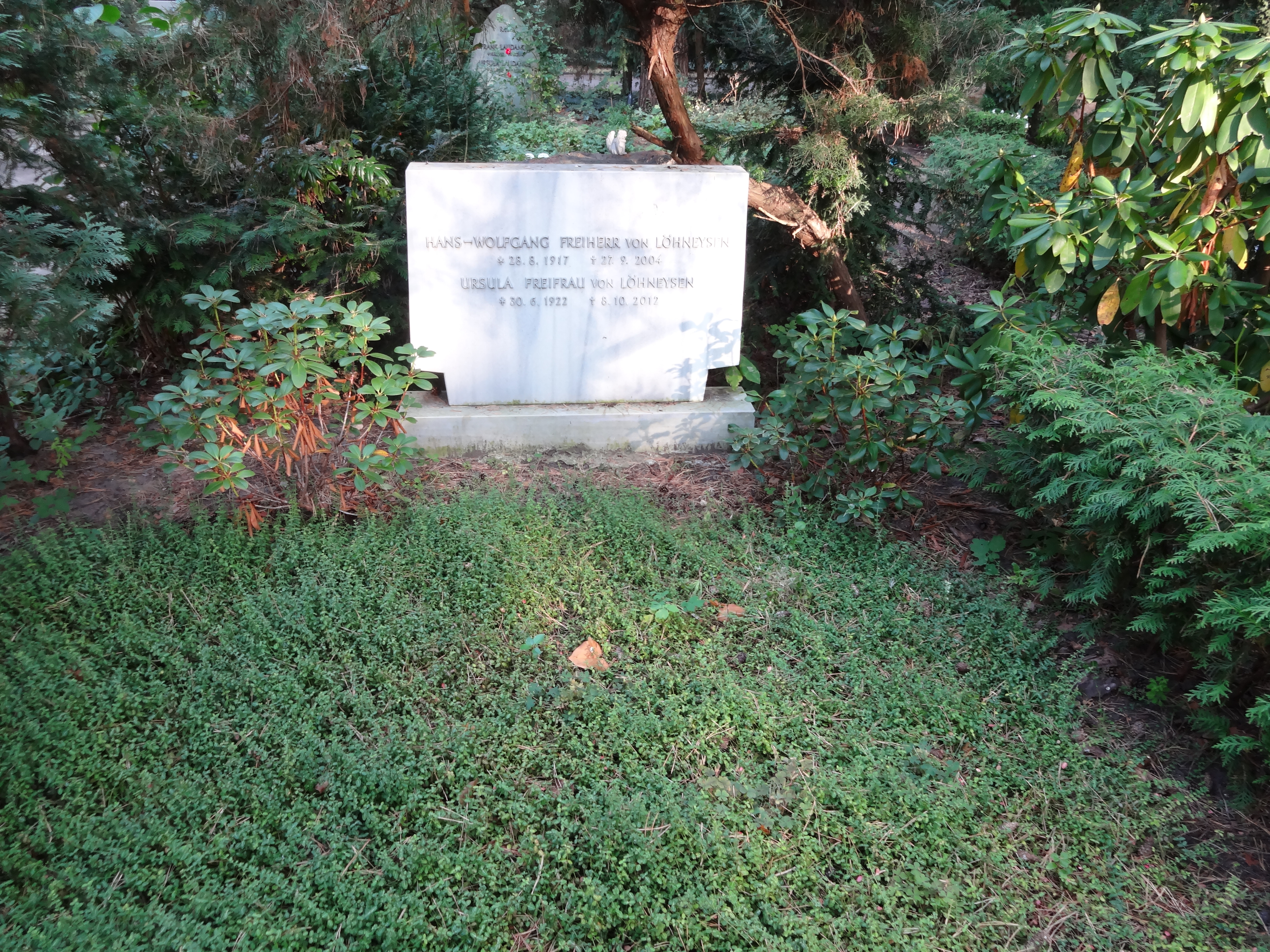
Grab von Wolfgang von Löhneysen

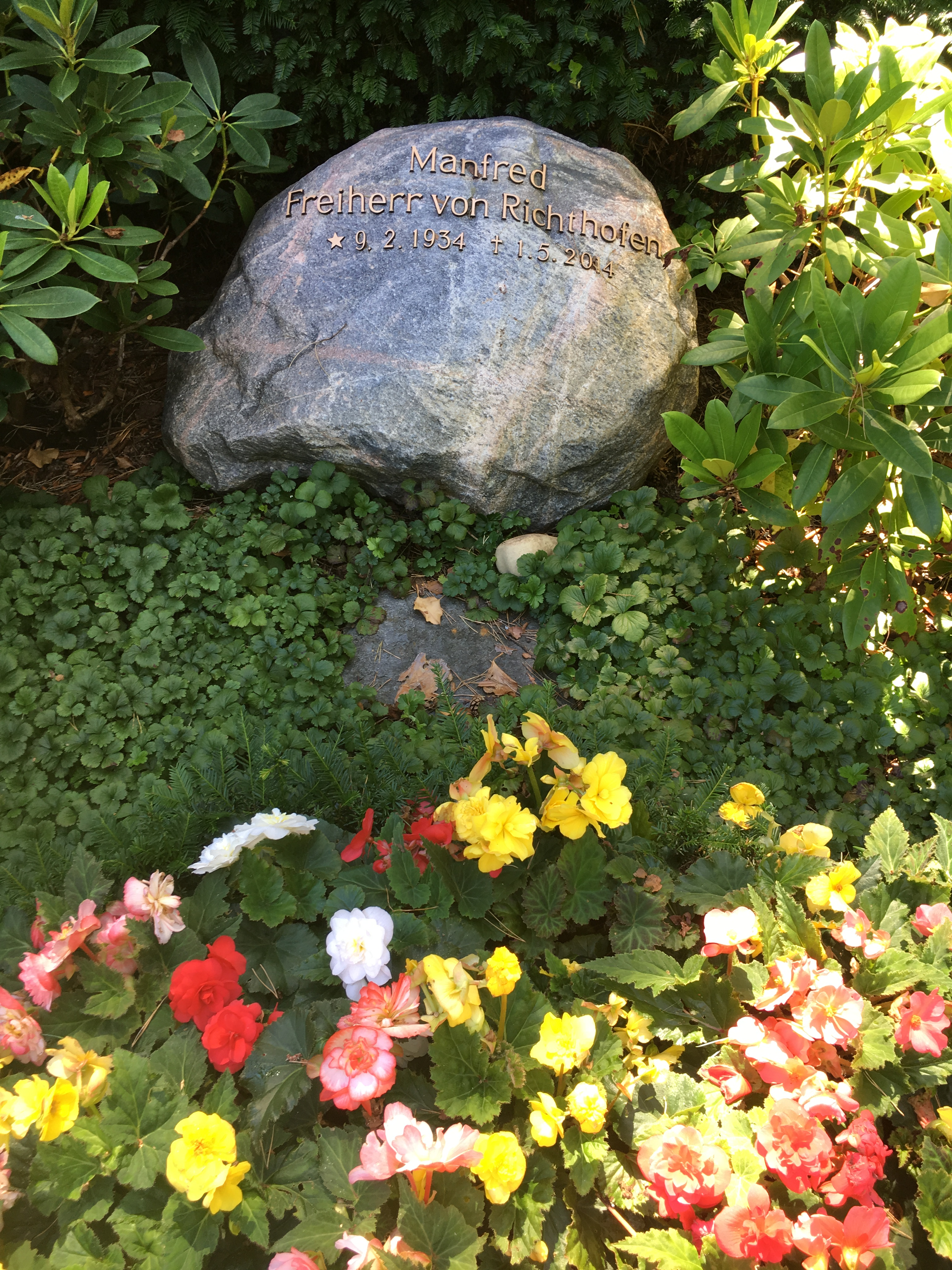
Grab von Manfred von Richthofen

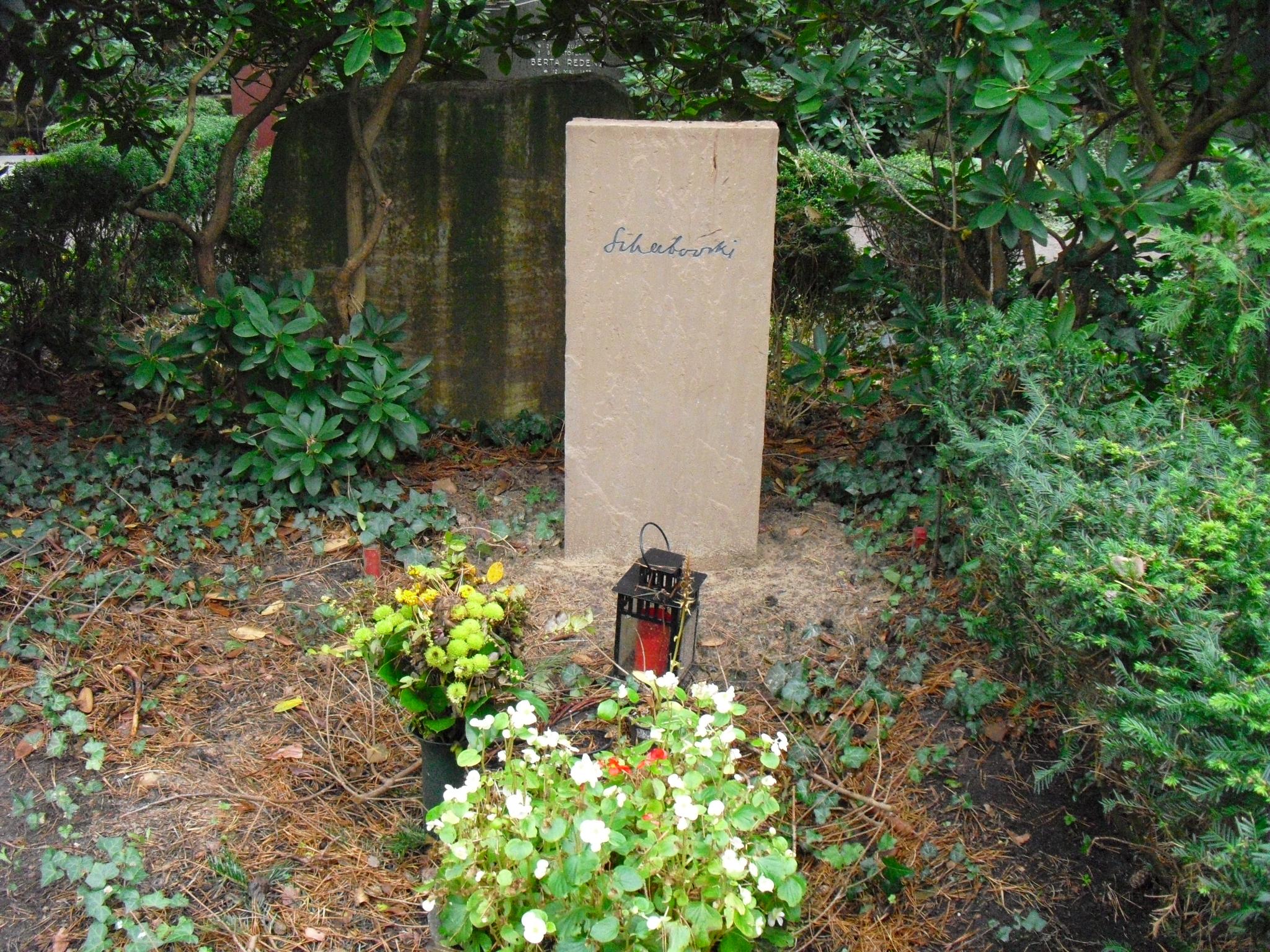
Grab von Günter Schabowski

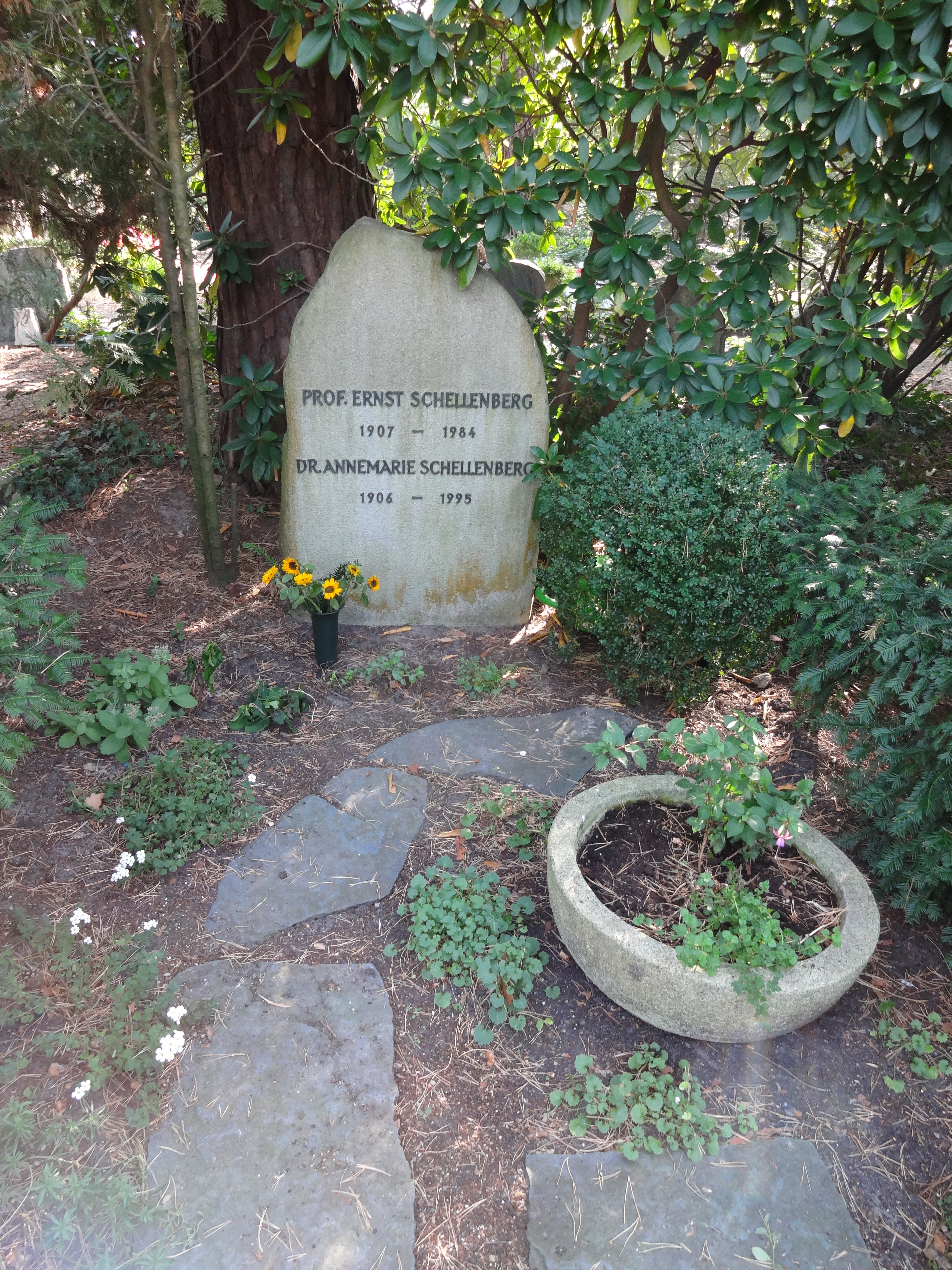
Grab von Annemarie Schellenberg und Ernst Schellenberg

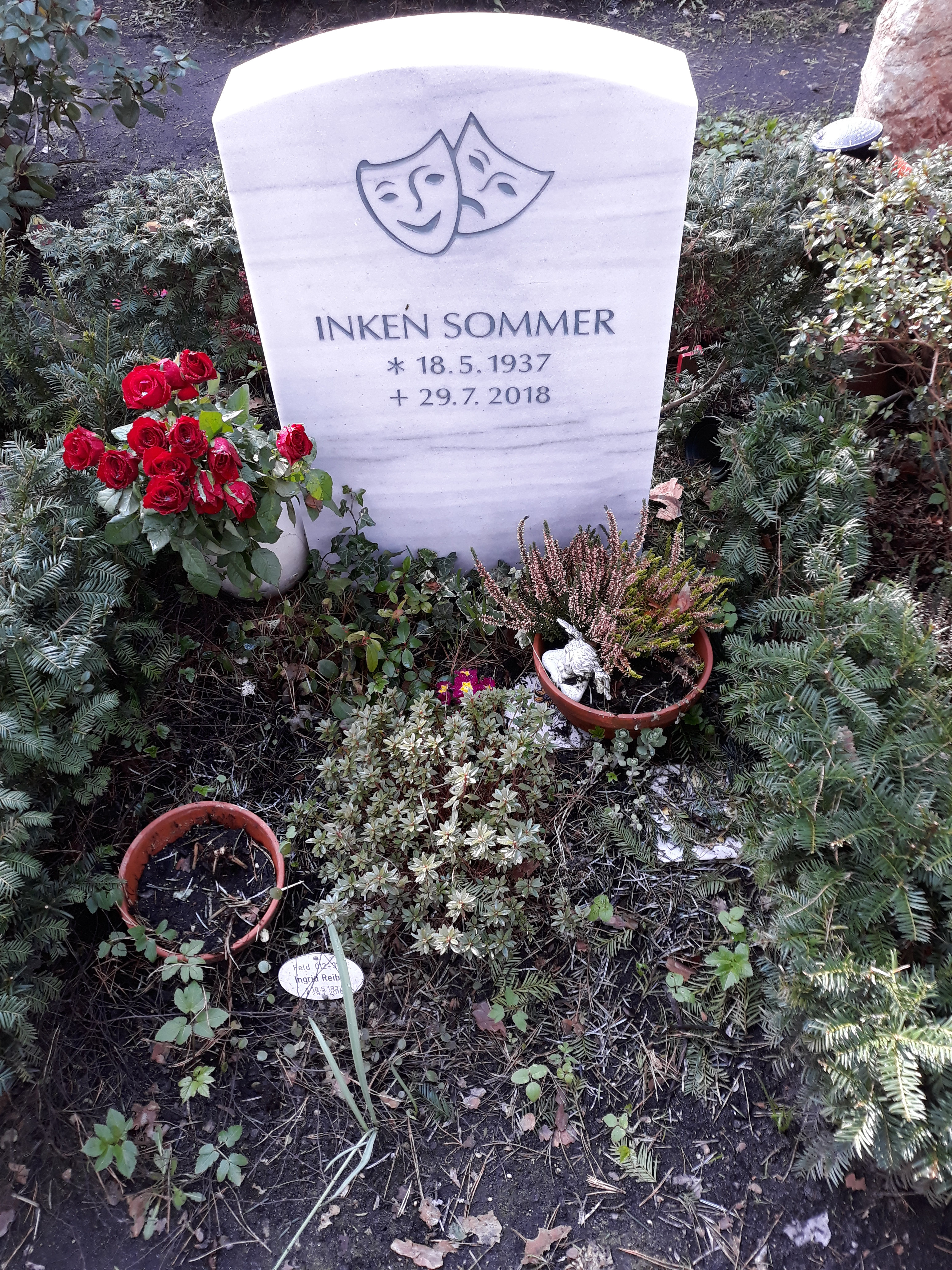
Grab von Inken Sommer

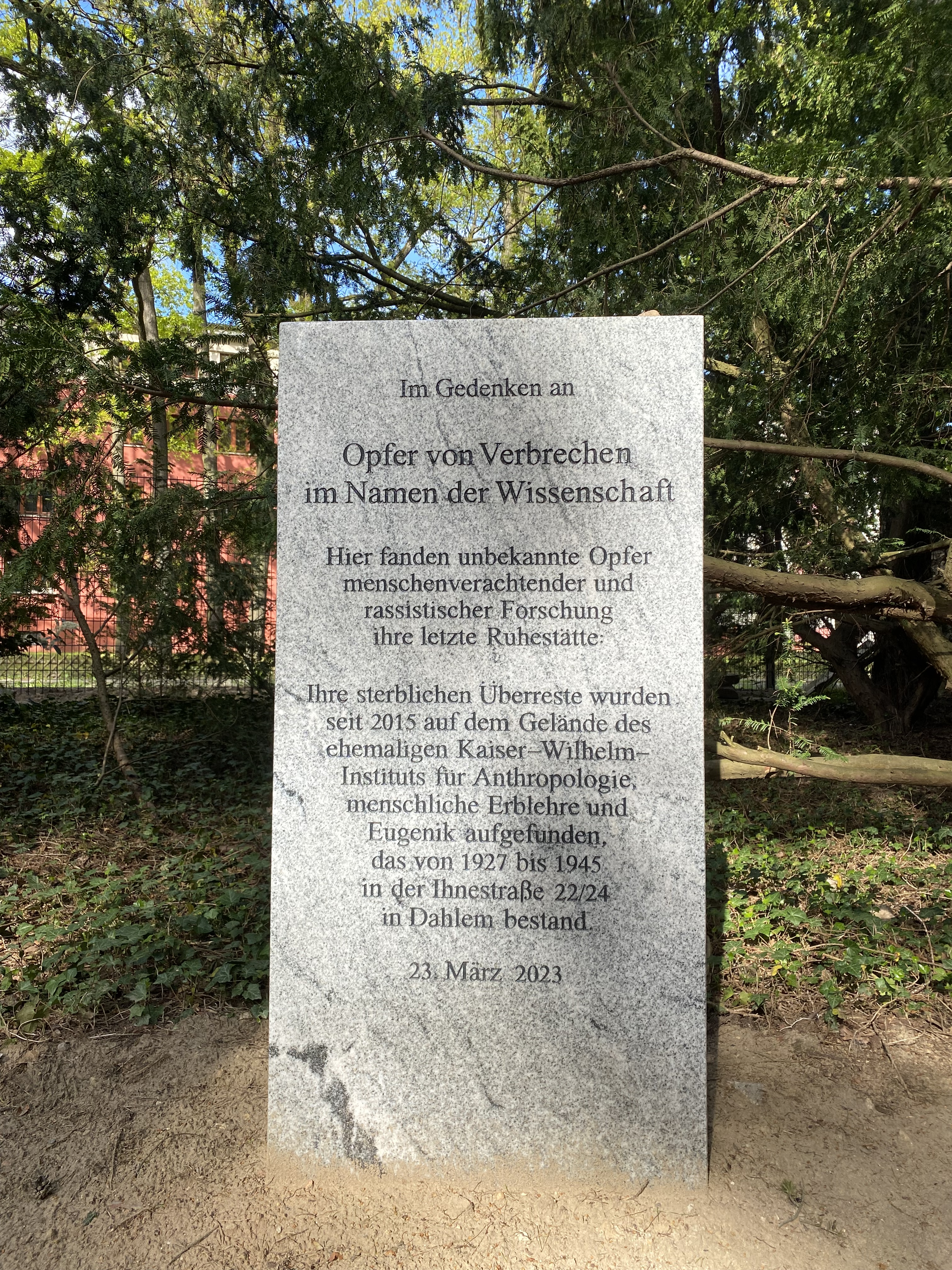
Gedenkstein für die Opfer rassistischer Forschungen während der NS-Zeit

### Ehrengräber
Nach der Liste der Ehrengrabstätten des Landes Berlin (Stand: Dezember 2023)
- Gottfried Benn (1886–1956), Arzt, Dichter, Essayist
- Heinz Berggruen (1914–2007), Journalist, Autor, Kunsthändler und -sammler, Mäzen
- Bully Buhlan (1924–1982), Sänger, Pianist, Komponist, Schauspieler
- Blandine Ebinger (1899–1993), Schauspielerin, Chansonnière
- Adolf Erman (1854–1937), Ägyptologe, Professor an der Berliner Universität, Direktor des Ägyptischen Museums
- Curth Flatow (1920–2011), Bühnen- und Drehbuchautor
- Ernst Fraenkel (1898–1975), Jurist, Politikwissenschaftler, Professor und Gründungsdirektor am John.-F.-Kennedy-Institut der FU Berlin
- Ludwig Fulda (1862–1939), Bühnenautor, Übersetzer
- O. E. Hasse (1903–1978), Theater- und Filmschauspieler, Regisseur, Hörspiel- und Synchronsprecher
- Carl Hofer (1878–1955), Maler, Direktor der Berliner Hochschule für Bildende Künste
- Hans-Günter Hoppe (1922–2000), Politiker, Stadtältester, Senator für Finanzen und Justiz, Mitglied des Berliner Abgeordnetenhauses und des Deutschen Bundestags
- Helene Jacobs (1906–1993), Widerstandskämpferin gegen das NS-Regime, Mitglied der Bekennenden Kirche
- Harald Juhnke (1929–2005), Schauspieler, Entertainer
- Otto Kermbach (1882–1960), Kapellmeister, Komponist
- Josef Paul Kleihues (1933–2004), Architekt, Professor an der Universität Dortmund
- Horst Korber (1927–1981), Politiker, Senator in verschiedenen Ressorts
- Marie-Elisabeth Lüders (1878–1966), Politikerin, Frauenrechtlerin, Mitglied der Weimarer Nationalversammlung und des Reichstags, Alterspräsidentin des Bundestags, Ehrenbürgerin von Berlin
- Friedrich Luft (1911–1990), Theaterkritiker, Feuilletonist
- Erich Mühsam (1878–1934), Dichter, Publizist, Dramatiker (gemeinsames Grab mit seiner Ehefrau Zenzl Mühsam)
- Rudolf Nelson (1878–1960), Komponist, Arrangeur, Pianist, Kabarettist, Theaterdirektor
- Christian Pfeil (1889–1965), Sportfunktionär, Vorsitzender des Landessportbundes Berlin (1953–1965)
- Bernd Rosemeyer (1909–1938), Autorennfahrer (gemeinsames Grab mit seiner Ehefrau Elly Beinhorn)
- Wolfgang Rothkegel (1919–1980), Politiker, Bezirksbürgermeister von Zehlendorf
- Karl Schmidt-Rottluff (1884–1976), Maler, Grafiker, Hochschullehrer
- Walther Schreiber (1884–1958), Politiker, preußischer Handelsminister, Regierender Bürgermeister von Berlin
- Franz Schreker (1878–1934), Komponist, Dirigent, Direktor der Berliner Hochschule für Musik
- Johannes Schultze (1881–1976), Historiker, Archivar, Hochschullehrer
- Ulrich Wilhelm Graf Schwerin von Schwanenfeld (1902–1944), Widerstandskämpfer (nur Gedenkstätte, nicht Grab)
- Renée Sintenis (1888–1965), Bildhauerin, Medailleurin, Grafikerin
- Werner Sombart (1863–1941), Soziologe, Volkswirt, Professor an der Universität Breslau, der Handelshochschule Berlin und der Berliner Universität
- Erwin Stresemann (1889–1972), Zoologe, Hochschullehrer
- Wolfgang Stresemann (1904–1998), Orchesterleiter, Komponist, Dirigent, Jurist, Autor, Intendant des Radio-Symphonie-Orchesters und des Philharmonischen Orchesters Berlin
- Heinrich Tessenow (1876–1950), Architekt, Professor an der TH Dresden und an der TH bzw. TU Berlin
- William Wauer (1866–1962), Bildhauer, Maler, Grafiker, Filmregisseur, Publizist
- Richard von Weizsäcker (1920–2015), Politiker, Regierender Bürgermeister von Berlin, Bundespräsident, Ehrenbürger von Berlin
- Gerhart von Westerman (1894–1963), Komponist, Pianist, Musikschriftsteller, Intendant der Berliner Philharmoniker

### Weitere Grabstätten
- Willi Paul Adams (1940–2002), Historiker, Professor für Nordamerikanische Geschichte an der FU Berlin
- Hans Altmann (1871–1965), Architekt, Friedenauer Gemeindebaurat (Grab nicht erhalten)
- Bernd Andreae (1923–1985), Agrarwissenschaftler, Professor, Dekan
- Karl Anton (1898–1979), Filmregisseur, Drehbuchautor, Filmproduzent
- Hermann Appel (1932–2002), Ingenieur, Professor für Kraftfahrzeugtechnik an der TU Berlin
- Günther Arndt (1907–1976), Chorleiter, Produzent
- Otto Auhagen (1869–1945), Volkswirt, Professor an der Universität Breslau und der Landwirtschaftlichen Hochschule Berlin
- Simone Bär (1965–2023), Castingdirektorin
- Alois Baeran (1872–1936), Jurist, deutsch-nationaler Politiker (Grab nicht erhalten)
- Manfred Baerns (1934–2021), Chemiker, Professor für Technische Chemie an der Ruhr-Universität Bochum, wissenschaftlicher Direktor des Instituts für Angewandte Chemie Berlin-Adlershof
- Richard Bärtling (1878–1936), Geologe, Professor an der TH Berlin (Grab nicht erhalten)
- Dietrich Bahner junior (1939–2009), Politiker (CDU), Mitglied des Deutschen Bundestags
- Helga Ballhaus (1935–2006), Schauspielerin
- Michael Ballhaus (1935–2017), Kameramann
- Hans Bandel (1918–2003), Architekt
- Fritz Baumgart (1902–1983), Kunstwissenschaftler, Professor für Kunstgeschichte an der TU Berlin
- Veronika Bayer (1940–2008), Schauspielerin
- Antoinette Becker (1920–1998), Kinder- und Jugendbuchautorin
- Carl Heinrich Becker (1876–1933), Orientalist, Professor in Hamburg, Bonn und Berlin, Politiker, preußischer Kultusminister, Förderer der Hochschulreform (bis 2013: Berliner Ehrengrab)
- Hellmut Becker (1913–1993), Jurist, Bildungsforscher und -politiker, Sohn von Carl Heinrich Becker, Ehemann von Antoinette Becker
- Karl Christian Behrens (1907–1980), Betriebswirt, Professor für Betriebswirtschaftslehre an der FU Berlin
- Elly Beinhorn (1907–2007), Luftfahrtpionierin, Schriftstellerin
- Wilhelm Benecke (1883–1962), Politiker, Mitglied des Reichstags und des Berliner Abgeordnetenhauses, Bezirksbürgermeister von Zehlendorf
- Frank Michael Beyer (1928–2008), Komponist, Organist, Kirchenmusiker, Professor für Komposition an der HdK Berlin, Vertreter der Neuen Musik
- Olaf Bienert (1911–1967), Pianist, Komponist (Grab nicht erhalten)
- Arwed Blomeyer (1906–1995), Rechtswissenschaftler und -historiker, Professor für Bürgerliches Recht und Zivilprozessrecht an der FU Berlin
- Lothar Blumhagen (1927–2023), Schauspieler und Synchronsprecher
- Manfred Bluth (1926–2002), Maler (Grabdenkmal aus schmaler Stele mit Bronzekopf von ihm selbst geschaffen)
- Johannes Boehland (1903–1964), Maler, Grafiker, Typograf, Buchkünstler
- Klaus Bölling (1928–2014), Publizist, Regierungssprecher
- Jürgen W. Bösche (1928–2015), Verwaltungsjurist, Leiter der Rechtsabteilung der Bundesärztekammer und der Kassenärztlichen Bundesvereinigung
- Heinrich Bolten-Baeckers (1871–1938), Autor, Liedtextdichter, Filmregisseur, Produzent (Grab nicht erhalten)
- Hans-Otto Borgmann (1901–1977), Filmkomponist
- Hans Bradtke (1920–1997), Textdichter, Zeichner, Karikaturist
- Herbert Bräuer (1921–1989), Slawist, Sprachwissenschaftler, Professor in Marburg, Köln und an der FU Berlin
- Walter Bräutigam (1920–2010), Neurologe, Psychiater, Professor in Heidelberg
- Cordt von Brandis (1874–1945), Generalleutnant (Grab nicht erhalten)
- Heinz Brauer (1923–2009), Ingenieur, Verfahrenstechniker, Strömungsmechaniker, Professor an der TU Berlin
- Willy Bredschneider (1889–1937), Komponist, Dirigent (Grab nicht erhalten)
- Karlheinz Brunnemann (1927–2013), Fernsehproduzent, Synchronsprecher, Dialogregisseur, Dialogbuchautor
- Friedrich Bülow (1890–1962), Nationalökonom, Soziologe, Professor für Volkswirtschaftskunde an der FU Berlin
- Konrad Burdach (1859–1936), Germanist, Literaturwissenschaftler, Professor an der Berliner Universität (Grab nicht erhalten)
- Ernst Günther Burggaller (1896–1940), Rennfahrer, Jagdflieger
- Detlef Busche (1942–2011), Geograph, Geomorphologe, Professor für Physische Geographie an der Julius-Maximilians-Universität Würzburg
- Carl Correns (1864–1933), Botaniker, Pflanzengenetiker (bis 2014: Berliner Ehrengrab)
- Paul Daimler (1869–1945), Konstrukteur, Sohn von Gottlieb Daimler
- Ernst von Delius (1912–1937), Autorennfahrer
- Friedrich von Delius (1881–1967), Bergwerksdirektor, Vater von Ernst von Delius
- Ludwig Dettmann (1865–1944), Maler, Direktor und Professor der Kunstakademie zu Königsberg (Grab nicht erhalten)
- Walter Dicks (1913–2012), Opernsänger (Bariton)
- Wilhelm Dieck (1867–1935), Zahnmediziner, Professor und Direktor des Zahnärztlichen Institut der Universität Berlin (Grab nicht erhalten)
- Paul Dierkes (1907–1968), Bildhauer, Grafiker, Professor an der Berliner Hochschule für Bildende Künste
- Klaus Dietz (1935–2016), Anglist, Sprachwissenschaftler, Professor an der Universität Bonn und der FU Berlin (Grab ohne Grabstein)
- Alexander Dinghas (1908–1974), Mathematiker, Professor an der Humboldt-Universität und der FU Berlin
- Franz Dischinger (1887–1953), Bauingenieur, Konstrukteur, Professor für Massivbau an der TH Berlin (bis 2015: Berliner Ehrengrab)
- Gerd van Dülmen (1939–2023), Maler, Zeichner, Radierer, Professor an der Kunstakademie Karlsruhe
- Ernst Dumcke (1887–1940), Schauspieler (Grab nicht erhalten)
- Hans Eicke (1885–1947), Leichtathlet, Silbermedaillengewinner bei den Olympischen Spielen 1908
- Karin Eickelbaum (1937–2004), Schauspielerin
- Carl Otto von Eicken (1873–1960), Mediziner, Professor für Hals-Nasen-Ohrenheilkunde an der Universität Gießen und an der Charité Berlin
- Werner Eisbrenner (1908–1981), Komponist, Dirigent
- Werner Ellerkmann (1929–2007), Jurist, Wissenschaftsmanager
- Henrik Enderlein (1974–2021), Politik- und Wirtschaftswissenschaftler, Professor für politische Ökonomie an der Berliner Hertie School
- Sally Fritz Engelbert (1886–1958), Jurist, Politiker (FDP), Mitglied des Abgeordnetenhauses von Berlin
- Günter Engelhard (1937–2021), Journalist, Feuilletonist, Publizist
- Johannes Epping (1945–2022), Mediziner
- Hans Epskamp (1903–1992), Schauspieler
- Dietrich Erdmann (1917–2009), Komponist, Professor an der Musikhochschule Berlin
- Klaus Eyrich (1928–2013), Anästhesiologe
- Friedrich Fedde (1873–1942), Botaniker, Forschungsreisender, Hochschullehrer
- Klaus Federn (1910–2014), Ingenieur, Professor für Konstruktionslehre und Maschinenelemente an der TU Berlin
- Hermann Fehling (1909–1996), Architekt, Hochschullehrer
- Christian Fenner (1942–2006), Politikwissenschaftler, Parteienforscher
- Per Fischer (1923–1999), Journalist, Diplomat, Botschafter u. a. in Israel und China, Professor am Institut für Politikwissenschaft der Universität Mainz
- Adolf Franke (1865–1940), Elektrotechniker
- Marion Freisler (1910–1997), Gattin von Roland Freisler (der Grabstein nennt nur die Namen der Eltern)
- Roland Freisler (1893–1945), Präsident des nationalsozialistischen Volksgerichtshofs (der Grabstein nennt nur die Namen der Schwiegereltern)
- Erwin Gaber (1903–1986), Jurist, Präsident der Bundesversicherungsanstalt für Angestellte (Grab nicht erhalten)
- Heinrich Gall (1899–1935), Chemiker, Ministerialrat, Hochschullehrer (Grab nicht erhalten)
- Dietrich Garski (1931–2024), Architekt, Bauunternehmer, Immobilienkaufmann, Namensgeber der Garski-Affäre
- Georg Gawantka (1891–1939), Generalmajor (Grab nicht erhalten)
- Peter von Gebhardt (1888–1947), Genealoge, Archivar
- Otto Franz Gensichen, Pseudonym: Otto Franz (1847–1933), Schriftsteller, Dramatiker, Publizist (Grab nicht erhalten)
- Rudolf Georgi (1879–1956), Verlagsbuchhändler, Teilhaber und Leiter des Paul Parey Verlags
- Kurt Giese (1936–2008), Musiker
- Ernst Friedrich Gilg (1867–1933), Botaniker (Grab nicht erhalten)
- Joana Maria Gorvin (1922–1993), Schauspielerin, Hörfunksprecherin
- Otto Gradenwitz (1860–1935), Rechtshistoriker, Lexikograph, Professor an den Universitäten Königsberg, Straßburg und Heidelberg (Grab nicht erhalten)
- Jürgen Graf (1927–2007), Journalist, Hörfunkreporter, TV-Moderator, Schauspieler
- Eberhard Grashoff (1928–2020), Journalist
- Alexander Grau (1878–1938), Militär, Unternehmer, Direktor der UFA (Grab nicht erhalten)
- Johann Großfeld (1889–1944), Lebensmittelchemiker
- Günter Großmann (1925–1998), Schiffsmaschinenbau-Ingenieur, Professor für Schiffskraftanlagen an der TU Berlin
- Otto-Joachim Grüsser (1932–1995), Mediziner, Professor für Neurophysiologie an der FU Berlin
- Sabine Grüsser-Sinopoli (1964–2008), Medizinerin, Professorin für Medizinische Psychologie und Medizinische Soziologie an der Universität Mainz, Tochter von Otto-Joachim Grüsser
- William Minot Guertler (1880–1959), Metallurg, Professor an der TH Berlin und der TH Dresden
- Harald Gutschow (1927–1998), Anglist, Pädagoge, Professor an der Pädagogischen Hochschule und an der FU Berlin
- Axel Guttmann (1944–2001), Bauunternehmer, Sammler antiker Waffen
- Klaus Gysi (1912–1999), Politiker, Leiter des Aufbau-Verlags, Kulturminister der DDR
- Fritz Haag (1939–2017), Soziologe, Professor an der Universität Hamburg
- Alois Haas (1932–2023), Chemiker, Professor für Anorganische Chemie an der Ruhr-Universität Bochum
- Rudolf Häring (1928–1998), Chirurg, Professor an der FU Berlin
- Konrad Hahm (1892–1943), Volkskundler, Direktor des Museums für Deutsche Volkskunde
- Wolfgang Hanel (1930–1994), Journalist, Reporter, Redakteur, Fernsehmoderator
- Claus Haring (1926–2016), Psychiater, Professor für Psychiatrie an der Heinrich-Heine-Universität Düsseldorf
- Jens Harms (1944–2016), Wirtschaftswissenschaftler, Präsident des Rechnungshofs von Berlin
- Ernst Hartert (1859–1933), Ornithologe, Forschungsreisender, Leiter des Tring-Museums
- Franz Xaver Hasenöhrl (1891–1943), Verwaltungsbeamter, Politiker (NSDAP), Gründer der NSDAP-Auslandsorganisation in Schanghai (Grab nicht erhalten)
- Hans Wilhelm Haussig (1916–1994), Historiker, Professor für Byzantinische Geschichte an der FU Berlin und für Geschichte Vorder- und Mittelasiens an der Ruhr-Universität Bochum
- Dieter Heckelmann (1937–2012), Jurist, Politiker, Innensenator von Berlin, Professor für Bürgerliches Recht an der FU Berlin, Präsident der FU
- Harald Heimsoeth (1916–2007), Diplomat
- Georg Heinrichs (1926–2020), Architekt, Stadtplaner
- Heinz Hentschke (1895–1970), Librettist, Schauspieler, Regisseur, Theaterintendant
- Hans Herken (1912–2003), Pharmakologe, Professor und Direktor des Instituts für Pharmakologie der FU Berlin
- Rainer Herken (1945–2005), Anatom, Zellbiologe, Professor für Histologie an der Universität Göttingen, Sohn von Hans Herken
- Eva Herlitz (1952–2021), Initiatorin der Buddy-Bär-Aktivitäten
- Günter Herlitz (1913–2010), Unternehmer, baute die Herlitz AG auf
- Ursula Herwig (1935–1977), Schauspielerin, Synchronsprecherin
- Sigurd Hilkenbach (1931–2024), Sänger, Musikredakteur, Verkehrshistoriker, Heimatforscher
- Wolfgang Hinkelbein (1948–2015), Mediziner, Professor für Strahlentherapie an der FU Berlin
- Carl Hinrichs (1900–1962), Historiker, Archivar, Professor in Halle und an der FU Berlin (Grab nicht erhalten)
- Manfred Hinz (1936–2001), Rechtswissenschaftler, Professor für Bürgerliches Recht, Deutsche Rechtsgeschichte und Zivilprozessrecht an der FU Berlin
- Klaus Höhne (1927–2006), Schauspieler, Synchronsprecher
- Otto Hörsing (1874–1937), Politiker (SPD), Vorsitzender des Reichsbanners Schwarz-Rot-Gold
- Jürgen Hoffmann (1944–2009), Politikwissenschaftler, Professor für Politische Soziologie an der Hamburger Hochschule für Wirtschaft und Politik
- Hans Herbert Hohlfeld (1903–1956), Wirtschaftswissenschaftler, Professor an der Universität zu Köln und an der TU Berlin
- Dieter Honisch (1932–2004), Kunsthistoriker, Direktor der Nationalgalerie in Berlin
- Albert Hopman (1865–1942), Vizeadmiral (Grab nicht erhalten)
- Ingo Insterburg (1934–2018), Musik-Kabarettist und vieles mehr
- Erika Ising (1928–2019), Germanistin, Sprachwissenschaftlerin
- Werner Janensch (1878–1969), Paläontologe, Geologe, Forschungsreisender
- Klaus-Peter Johanssen (1938–2012), Kommunikationsmanager, Unternehmens- und Medienberater
- Anna Jonas (1944–2013), Schriftstellerin
- Herbert W. Kapitzki (1925–2005), Grafiker, Grafikdesigner, Professor für Visuelle Kommunikation an der HdK Berlin
- Oskar Karstedt (1884–1945), Geograf, Kolonial- und Ministerialbeamter
- Julius Katona (1902–1977), Tenor, Kammersänger[2]
- Max Kaus (1891–1977), Maler, Grafiker, Professor an der HdK Berlin
- Hanns Kerrl (1887–1941), nationalsozialistischer Politiker (Grab nicht erhalten)
- Wolfgang Kiehl (1908–1979), Mediziner, Professor für Kinderheilkunde an der Martin-Luther-Universität Halle-Wittenberg
- Martin Kießling (1879–1944), Architekt
- Hermann Kirchberger (1905–1983), Künstler, Professor für Wandmalerei an der Hochschule für Baukunst und Bildende Künste Weimar
- Klaus Peter Kisker (1932–2022), Ökonom, Professor für Politische Ökonomie an der FU Berlin
- Peter Kittelmann (1936–2003), Rechtsanwalt, Politiker, Mitglied des Abgeordnetenhauses Berlin, des Bundestags und des Europäischen Parlaments
- Erich Kloss (1889–1964), Pädagoge, Sachbuchautor, Jugendschriftsteller (Grab nicht erhalten)
- Martin Kluger (1948–2021), Schriftsteller, Drehbuchautor
- Otto Klung (1893–1968), Medien-Unternehmer, Namensgeber der Otto-Klung-Stiftung
- Wilhelm Knevels (1897–1978), Theologe, Hochschullehrer
- Werner Knopp (1931–2019), Rechtswissenschaftler, Professor für Bürgerliches Recht, Handels- und Wirtschaftsrecht an der Universität Münster, Präsident der Stiftung Preußischer Kulturbesitz
- Johanna von Koczian (1933–2024), Schauspielerin, Sängerin, Hörspiel- und Hörbuchsprecherin, Schriftstellerin
- Joseph Köhler (1904–2001), Hotelier
- Hilde Körber (1906–1969), Schauspielerin, Politikerin, Leiterin der Max-Reinhardt-Schule für Schauspiel, zuletzt als Professorin (bis 2009: Berliner Ehrengrab)
- Maria Körber verheiratete Kerzel (1930–2018), Schauspielerin, Tochter von Hilde Körber (Grabstein trägt den Namen Maria Kerzel)
- Susanne Körber verheiratete Jacoby (1932–1982), Schauspielerin, Tochter von Hilde Körber (Grabstein trägt den Namen Susanne Jacoby)
- Friedrich Wilhelm Kopsch (1868–1955), Anatom, Professor für Histologie, Embryologie und Anatomie an der Berliner Universität
- Hanns Korngiebel (1902–1969), Schauspieler, Drehbuchautor, Regisseur
- Hans Christian Korting (1952–2012), Dermatologe, Allergologe, Professor an der Ludwig-Maximilians-Universität München
- Erich Kosiol (1899–1990), Betriebswirtschaftler, Professor an den Universitäten Köln und Breslau sowie an der FU Berlin
- Kurt Krause (1883–1963), Botaniker, Professor am Ankara Agricultural Institute
- Ferdinand Kroh (1950–2014), Journalist, Sachbuchautor
- Oswald Kroh (1887–1955), Pädagoge, Psychologe, Professor an der Technischen Hochschule Braunschweig, der Universität Tübingen, der Universität München, der Friedrich-Wilhelms-Universität Berlin und der FU Berlin
- Hans Krüger (1884–1945), Verwaltungsjurist, Staatssekretär im Preußischen Landwirtschaftsministerium
- Carl Krümmel (1895–1942), Leichtathlet, NS-Sportfunktionär, Ministerialdirektor im Reichsministerium für Wissenschaft, Erziehung und Volksbildung, Direktor der Reichsakademie für Leibesübungen (Grab nicht erhalten)
- La Jana (1905–1940), Tänzerin und Schauspielerin (bis 2014: Berliner Ehrengrab)
- Karin Labitzke (1935–2015), Meteorologin, Professorin an der FU Berlin, Präsidentin der Deutschen Meteorologischen Gesellschaft
- Martin Lambeck (1934–2020), Physiker, Professor an der TU Berlin
- Hans Lassen (1897–1974), Physiker, Professor an der Humboldt-Universität und an der FU Berlin
- Ernst Leese (1858–1938), Beamter, Regierungsrat im preußischen Ministerium der öffentlichen Arbeiten
- Wilfried Legat (1933–2017), Bundesbeamter, Referatsleiter im Bundesministerium für Verkehr
- Johann Legner (1954–2015), Journalist, Autor
- Johann Carl Lehmann (1885–1950), Chirurg, Professor für Chirurgie und Orthopädie an der Universität Rostock
- Hans Leisegang (1890–1951), Philosoph, Physiker, Autor, Hochschullehrer (bis 2015: Berliner Ehrengrab)
- Dieter Lelgemann (1939–2017), Geodät, Wissenschaftshistoriker, Professor für Astronomische und Physikalische Geodäsie an der TU Berlin
- Baptist Lentz (1887–1968), Jurist, Ministerialdirektor
- Achim Leschinsky (1944–2011), Erziehungswissenschaftler, Professor für Schultheorie und Schulforschung an der Humboldt-Universität zu Berlin
- Max Levy (1869–1932), Ingenieur, Fabrikant
- Ludwig Lewin (1887–1967), Psychologe, Bildungswissenschaftler, Publizist, Literaturwissenschaftler, Rektor der Lessing-Hochschule zu Berlin (Grab nicht erhalten)
- Robert H. Lochner (1918–2003), Rundfunkjournalist, Dolmetscher, Diplomat, Direktor des RIAS Berlin
- Fritz Löb (1895–1940), Generalmajor der Luftwaffe
- Walther Löhlein (1882–1954), Ophthalmologe, Hochschullehrer in Greifswald, Jena, Freiburg und Berlin (Grab nicht erhalten)
- Wolfgang von Löhneysen (1917–2004), Kunsthistoriker, Professor für Kunstgeschichte an der HdK Berlin
- Hubert Löneke (1926–2011), Bildhauer
- Lothar Loewe (1929–2010), Fernsehjournalist, Intendant des SFB
- Siegmund Loewe (1885–1962), Radiopionier, Unternehmer (Grab nicht erhalten)
- Siegfried Loewenthal (1874–1951), Jurist
- Hermann Lorey (1877–1954), Konteradmiral, Direktor des Museums der Kriegsmarine und des Berliner Zeughauses
- Ilppo Simo Louhivaara (1927–2008), Mathematiker, Professor an der FU Berlin
- Adolf Ludin (1879–1968), Wasserbau-Ingenieur, Professor für Wasserbautechnik an der TH Berlin
- Heinrich Lüders (1869–1943), Orientalist, Indologe, Professor für altindische Literatur und Sprache an der Berliner Universität
- Wilhelm Lütgert (1867–1938), Theologe, Professor in Greifswald, Halle und Berlin (Grab nicht erhalten)
- Bobby E. Lüthge (1891–1964), Drehbuchautor
- Wolfgang Lukschy (1905–1983), Bühnen- und Filmschauspieler, Synchronsprecher
- Wilhelm August Luz (1892–1959), Kunsthistoriker, Kunsthändler
- Karl Heinrich Maertin (1910–1958), Maler
- Raban von der Malsburg (1946–2011), Kunsthistoriker, baden-württembergischer Kommunalpolitiker
- Andreas Mannkopff (1939–2015), Schauspieler und Synchronsprecher
- Leny Marenbach (1907–1984), Schauspielerin
- Arnold Marquis (1921–1990), Schauspieler, Synchronsprecher (Grab 2011 aufgelassen)
- Paul Martin (1899–1967), Regisseur (Grab nicht erhalten)
- Lisa Martinek (1972–2019), Schauspielerin
- Fritz Mattick (1901–1984), Botaniker, Kurator am Botanischen Museum Berlin, Professor für Pflanzengeographie an der FU Berlin
- Marcus Maurer (1966–2024), Dermatologe, Allergologe, Professor an der Charité Berlin
- Karl Memmler (1873–1935), Materialprüfungswissenschaftler, Direktor am Materialprüfungsamt, Hochschullehrer
- Gabriela Mendling (1959–2007), Schriftstellerin
- Karl-Hermann Meyer zum Büschenfelde (1929–2019), Internist, Professor an der FU Berlin und der Johannes Gutenberg-Universität Mainz
- Maria Milde (1921–2005), Schauspielerin, Sängerin, Synchronsprecherin, Autorin
- Ilse Molzahn (1895–1981), Journalistin, Erzählerin, Hörspielautorin
- Wilhelm Momm (1865–1935), Verwaltungsjurist, Regierungspräsident in Trier, Wiesbaden und Potsdam (Grab nicht erhalten)
- Barbara Morawiecz (1938–2017), Schauspielerin
- Zenzl Mühsam (1884–1962), Kämpferin um die Münchener Räterepublik an der Seite ihres Ehemannes Erich Mühsam (Urne 1992 vom Zentralfriedhof Friedrichsfelde hierhin umgebettet)
- Victor Müller-Heß (1883–1960), Gerichtsmediziner, Professor an der Universität Bonn, der Universität Berlin und der FU Berlin
- Maximilian Müller-Jabusch (1889–1961), Journalist
- Hans Nachtsheim (1890–1979), Genetiker, Zoologe, Professor an der Landwirtschaftlichen Hochschule Berlin, der Universität Berlin und der FU Berlin
- Modjtaba Nasseri (1928–2016), Mediziner
- Karl Neisser (1882–1933), Schauspieler, Regisseur, Drehbuchautor (Grab nicht erhalten)
- Alfred Nerger (1886–1983), Verwaltungsjurist, Oberbürgermeister von Zeitz
- Karl Anton Neugebauer (1886–1945), Archäologe (Grab nicht erhalten)
- Eduard Neumann (1903–1985), Mediävist, Philologe, Professor für Deutsche Philologie, Ältere Germanistik und Nordistik an der FU Berlin, Rektor der FU
- Sebastian Neumeister (1938–2023), Romanist, Professor für Literaturwissenschaft an der FU Berlin
- Irene Neuner (1958–2002), Schauspielerin
- Knud Nierhaus (1941–2016), Biochemiker, Professor an der TU Berlin
- Hermann Noack (1895–1958), Kunst- und Bronzegießer (Grabstein mit Relieftafel nach Vorlage von Ernst Barlach)
- Walter A. Noebel (1953–2012), Architekt, Professor an der Universität Dortmund und an der TU Berlin
- Willy von Nordeck (1888–1956), Admiral
- Gustav von Nordenflycht (1885–1932), Jurist, Ministerialbeamter, Manager
- Erich Nowak (1908–1997), Verwaltungsjurist, Präsident des Bundesaufsichtsamts für das Versicherungswesen
- Ademola Okulaja (1975–2022), Basketballspieler
- Gerda von der Osten (1904–1946), Schauspielerin (Grab nicht erhalten)
- Karl Pagel (1898–1974), Historiker, Autor
- Andreas Paulsen (1899–1977), Wirtschaftswissenschaftler, Professor für Volkswirtschaft an der FU Berlin, Rektor der FU
- Ernst Paulus (1868–1936), Architekt
- Boris Pergamenschtschikow (1948–2004), Cellist, Professor an der Hochschule für Musik und Tanz in Köln und an der Hochschule für Musik Hanns Eisler Berlin
- Richard Perlia (1905–2012), Flugpionier, Publizist, Fotograf
- Max Peters (1856–1933), Verwaltungsjurist, Staatssekretär in preußischen Ministerien (Grab nicht erhalten)
- Ernst Pitz (1928–2009), Mediävist, Professor für mittelalterliche Geschichte an der TU Berlin
- Otto Pniower (1859–1932), Literaturwissenschaftler (bis 2011: Ehrengrab; Grab nicht erhalten)
- Heinrich Preß (1901–1968), Wasserbauingenieur, Professor für Wasserbau und Wasserwirtschaft an der TH Berlin
- Karlheinz Quack (1926–2006), Jurist, Präsident der Rechtsanwaltskammer in West-Berlin
- Peter Raacke (1928–2022), Produktdesigner
- Kurt Raeck (1903–1981), Dramaturg, Schauspieler, Theaterregisseur, Filmregisseur, Theaterintendant
- Martin Ramming (1889–1988), Japanologe, Diplomat in russischen und sowjetischen Diensten, Professor am Seminar für Orientalische Sprachen an der Berliner Universität, Leiter des Japaninstituts
- Hans Joachim Reichhardt (1925–2012), Historiker, Direktor des Landesarchivs Berlin von 1979 bis 1990
- Leopold Reidemeister (1900–1987), Kunsthistoriker, Generaldirektor der Staatlichen Museen in West-Berlin, Gründer und Leiter des Brücke-Museums Berlin
- Heinz Reinhold (1910–2012), Anglist, Publizist, Schriftsteller, Professor für Anglistik an der FU Berlin
- Dieter Rexroth (1941–2024), Musikwissenschaftler, Dramaturg
- Ernst von Richter (1862–1935), Verwaltungsjurist, Politiker, preußischer Staats- und Finanzminister (Grab nicht erhalten)
- Gotthold Ludwig Richter (1903–2002), Komponist, Professor an der Musikhochschule Berlin
- Max Richter (1900–1983), Geologe, Professor für Geologie und Paläontologie an der FU Berlin
- Manfred von Richthofen (1934–2014), Sportler, Sportfunktionär, Pädagoge, Unternehmer, Präsident des Deutschen Sportbundes
- Wolfgang Ringe (1943–2018), Diplomat, Botschafter in Tansania und Eritrea
- Heinz Ritter (1927–2015), Kulturjournalist, Theater- und Filmkritiker
- Robert Rober (1926–2007), Schauspieler
- Paul Ronge (1901–1965), Jurist, Politiker, Kunstsammler, Mitglied des Berliner Abgeordnetenhauses
- Rainer Rosenberg (1936–2021), Germanist, Professor am Ost-Berliner  Zentralinstitut für Literaturgeschichte
- Walter Rothkegel (1874–1959), Geodät, Staatswissenschaftler, Bodenkundler (Grab nicht erhalten)
- Johannes Rudloff (1848–1934), Schiffbauingenieur, Professor an der TH Berlin (Grab nicht erhalten)
- Bernd Ruland (1914–1976), Journalist, Schriftsteller
- Audun Rusten (1894–1957), Schwimmer
- Heinrich Sahm (1877–1939), Politiker, Oberbürgermeister von Berlin, Botschafter in Norwegen (bis 2001: Berliner Ehrengrab)
- Ulrich Sahm (1917–2005), Diplomat, Botschafter in der Sowjetunion, der Türkei und bei den Vereinten Nationen in Genf, Sohn von Heinrich Sahm
- Günter Schabowski (1929–2015), Politiker des Zentralkomitees der SED
- Annemarie Schellenberg (1906–1995), Juristin, Politikerin, Mitglied des Berliner Abgeordnetenhauses
- Ernst Schellenberg (1907–1984), Volkswirtschaftler, Politiker, Professor an der Berliner Universität, Mitglied des Bundestags, Ehemann von Annemarie Schellenberg
- Eckart Schibber (1938–2012), Journalist, Moderator
- Wolfgang Schleif (1912–1984), Filmeditor, Filmregisseur, Drehbuchautor
- Andreas Schmidt (1963–2017), Schauspieler, Regisseur
- Hans Schmiljan (1901–1961), Volkswirt, Politiker, Senator für Gesundheitswesen (bis 2014: Berliner Ehrengrab)
- Reinhard Schneider (1934–2020), Historiker, Mediävist, Professor an der FU Berlin, der Philipps-Universität Marburg und der Universität des Saarlandes
- Wolfgang Schoeller (1943–2021), Politikwissenschaftler
- Walther Schrauth (1881–1939), Chemiker, Unternehmer, Professor an der Berliner Universität und an der TH Berlin (Grab nicht erhalten)
- Hermann Schröder (1876–1942), Zahnmediziner, Professor an der Friedrich-Wilhelms-Universität in Berlin
- Thomas Schröder (1941–2020), Journalist
- Klaus Schucht (1930–2001), Bauingenieur, Manager, Politiker, Wirtschafts- und Technologieminister in Sachsen-Anhalt
- Kurt Schulz (1912–1957), Kameramann
- Manfred Schulz (1938–2022), Soziologe, Professor für die Soziologie der Entwicklungsländer an der FU Berlin
- Hans Schwarz (1908–1983), Ringer, Schauspieler, Synchronsprecher
- Paul Schwebes (1902–1978), Architekt, führender Vertreter der Berliner Nachkriegsmoderne
- Carl-Hubert Schwennicke (1906–1992), Politiker, Mitglied des Berliner Abgeordnetenhauses
- Gerd Seifert (1931–2019), Hornist
- Kurt Seifert (1903–1950), Schauspieler, Sänger, Bühnenregisseur
- Horst Sendler (1925–2006), Jurist, Präsident des Bundesverwaltungsgerichts
- Gustav Severin (1903–2000), Busreise-Unternehmer (Severin+Kühn)
- Günter Siegel (1942–2019), Physiologe
- Bernhard Skrodzki (1902–1969), Politiker, Mitglied des Berliner Abgeordnetenhauses
- Franz-Heinrich Sobotka (1907–1988), Architekt
- Nicolaus Sombart (1923–2008), Kultursoziologe, Autor, Sohn von Werner Sombart
- Inken Sommer (1937–2018), Schauspielerin, Hörspiel- und Synchronsprecherin
- Friedrich Spennrath (1888–1959), Beamter, Manager, Vorstandsvorsitzender der AEG, Präsident der IHK Berlin
- Camilla Spira (1906–1997), Schauspielerin
- Willi Stanke (1907–1982), Komponist, Arrangeur, Bandleader
- Herbert Stass (1919–1999), Schauspieler, Synchronsprecher
- Jürgen Steinert (1937–2025), Politiker (SPD), Gewerkschafter, Manager, Mitglied der Bürgerschaft und des Senats von Hamburg
- Ilse Steppat (1917–1969), Schauspielerin (Grab nicht erhalten)
- Willy Stiewe (1900–1971), Journalist, Kommunalpolitiker, Bezirksbürgermeister von Zehlendorf
- Iwan Stranski (1897–1979), Physikochemiker, Professor und Direktor des Instituts für Physikalische Chemie der TU Berlin
- Käte Stresemann (1883–1970), Gattin von Gustav Stresemann
- Ernst Stutz (1868–1940), Bergingenieur, Manager, Reichskommissar (Grab nicht erhalten)
- Wilhelm Tank (1888–1967), Maler, Bildhauer, Professor an der Hochschule für Bildende Künste Berlin
- Georg Tappert (1880–1957), Maler, Grafiker, Hochschullehrer, Professor an der Hochschule für Bildende Künste Berlin
- Edith Teichmann (1921–2018), Schauspielerin, Synchronsprecherin
- Günter Tembrock (1918–2011), Zoologe, Verhaltensforscher, Publizist, Professor für Verhaltensphysiologie an der Humboldt-Universität
- Otto Theuner (1900–1980), Politiker, West-Berliner Senator für Verkehr und Betriebe sowie für Inneres
- Peter Thomas (1925–2020), Filmkomponist, Dirigent, Arrangeur
- Jürgen Tippe (1935–2009), Mathematiker, Hochschullehrer, Präsident der Technischen Fachhochschule Berlin
- Heinz Tovote (1864–1946), Schriftsteller
- Ilse Trautschold (1906–1991), Schauspielerin, Kabarettistin
- Ernst Trendelenburg (1882–1945), Verwaltungsjurist, Ministerialbeamter, Reichswirtschaftsminister
- Manfred Tümmler (1936–1990), Schauspieler
- Arno Türklitz (1911–1993), Möbelhändler, Mäzen
- Gerald Uhlig (1953–2018), Regisseur, Schauspieler, Autor
- Hans Uhlmann (1900–1975), Bildhauer, Zeichner, gilt als Begründer der Metallplastik in Deutschland
- Heinz Ullstein (1893–1973), Verleger, Schauspieler, Regisseur, Verlagsleiter der Ullstein AG
- Rudolf Ullstein (1874–1964), Verleger
- Kurt Ulrich (1905–1967), Filmproduzent
- Rolf Ulrich (1921–2005), Kabarettist, Autor, Mitgründer des Kabaretts „Die Stachelschweine“
- Berthold Vallentin (1877–1933), Jurist, Dichter, Historiker (Grab nicht erhalten)
- Alfred Vohrer (1914–1986), Filmregisseur, Schauspieler, Drehbuchautor
- Hellmuth Volkmann (1889–1940), General der Flieger
- Ulrich Vultejus (1927–2009), Jurist, Bürgerrechtler, Publizist
- Peter Wackernagel (1897–1981), Musikwissenschaftler und -bibliothekar
- Martin Wähler (1889–1953), Volkskundler, Hochschullehrer
- Fritz Arno Wagner (1884–1958), Kameramann (Grab nicht erhalten)
- Klaus von Wahl (1923–1997), Synchronregisseur, Autor
- Matthias Walden (1927–1984), Journalist
- Ernst Waldow (1893–1964), Schauspieler (Grab nicht erhalten)
- Udo Walz (1944–2020), Friseur, Autor, bekannt durch seine prominente Kundschaft (anonymes Urnen-Gemeinschaftsgrab)
- Otto Warneyer (1867–1941), Jurist, Reichsgerichtsrat
- Fritz von Weizsäcker (1960–2019), Mediziner
- Sybil Werden (1924–2007), Schauspielerin, Tänzerin
- Theodor Wiegand (1864–1936), Archäologe, Direktor der Antikenabteilung der Museen in Berlin (Grabstein nach Aufhebung des Ehrengrabstatus 2014 entfernt)
- Richard Wienstein (1892–1937), Beamter, Ministerialdirektor in der Reichskanzlei (Grab nicht erhalten)
- Helmut Witt (1927–2016), Radiologe, Professor am Rudolf-Virchow-Krankenhaus
- Heinz-Günter Wittmann (1927–1990), Biochemiker, Professor an der FU Berlin
- Manfred Wockel (1936–1994), Kaufmann, Verleger[3]
- Hans-Jürgen Wolf (1950–2018), Synchronsprecher, Schauspieler, Hörspielsprecher
- Hans Wolff-Grohmann (1903–2000), Architekt, Designer
- Jürgen Wolters (1940–2015), Wirtschaftswissenschaftler, Professor für Statistik an der FU Berlin
- Hermann Wunsch (1884–1954), Komponist, Dirigent, Musiktheoretiker und -pädagoge
- Johannes Würtz (1875–1958), Begründer der Behindertenpädagogik
- Dieter E. Zimmer (1934–2020), Journalist, Autor, Übersetzer